# ЖФК «Спартак» Москва в сезоне 2024
Сезон 2024 года стал для женского футбольного клуба «Спартак» (Москва) 9-м в его истории и 1-м после возрождения основной команды в 2023 году. Команда принимает участие в 33-м чемпионате страны и в 32-м розыгрыше Кубка России.

## Стадион
Женская команда «Спартака» большинство своих матчей проводит на стадионе академии ФК «Спартак» имени Черенкова, находящегося в Сокольниках, вместимостью 3077 зрителей. Стадион имеет искусственное покрытие.
Также часть матчей прошло на «Лукойл Арене», домашнем стадионе мужской команды, вместимостью 45 496 зрителей.

## Состав

### Основной состав
| 1  | Флаг России   | Вр  | Елизавета Щербакова      | 1997 |  |  |  |  |  |
| 24 | Флаг России   | Вр  | Виктория Носенко         | 1994 |  |  |  |  |  |
|    |               |     |                          |      |  |  |  |  |  |
| 3  | Флаг России   | Защ | Анна Кожникова (капитан) | 1987 |  |  |  |  |  |
| 4  | Флаг Беларуси | Защ | Валерия Богдан           | 2000 |  |  |  |  |  |
| 5  | Флаг России   | Защ | Карина Бакланова         | 1993 |  |  |  |  |  |
| 18 | Флаг России   | Защ | Алина Мягкова            | 1999 |  |  |  |  |  |
| 19 | Флаг России   | Защ | Татьяна Чередина         | 1991 |  |  |  |  |  |
| 21 | Флаг России   | Защ | Наталья Морозова         | 1995 |  |  |  |  |  |
| 77 | Флаг России   | Защ | Вероника Наумова         | 1995 |  |  |  |  |  |
|    |               |     |                          |      |  |  |  |  |  |
| 6  | Флаг Уганды   | ПЗ  | Джоан Набирье            | 1998 |  |  |  |  |  |
| 8  | Флаг Сербии   | ПЗ  | Дина Благоевич           | 1997 |  |  |  |  |  |

| 10 | Флаг России | ПЗ  | Марина Фёдорова    | 1997 |  |  |  |  |  |
| 15 | Флаг России | ПЗ  | Ксения Кулешова    | 2003 |  |  |  |  |  |
| 20 | Флаг Сербии | ПЗ  | Тияна Филипович    | 1999 |  |  |  |  |  |
| 23 | Флаг России | ПЗ  | Валерия Зарубина   | 1999 |  |  |  |  |  |
| 33 | Флаг России | ПЗ  | Ксения Коноваева   | 2005 |  |  |  |  |  |
| 51 | Флаг России | ПЗ  | Вероника Анисина   | 1999 |  |  |  |  |  |
| 93 | Флаг России | ПЗ  | Кристина Петкус    | 2000 |  |  |  |  |  |
|    |             |     |                    |      |  |  |  |  |  |
| 7  | Флаг России | Нап | Кристина Черкасова | 2000 |  |  |  |  |  |
| 9  | Флаг России | Нап | Наталья Машина     | 1997 |  |  |  |  |  |
| 11 | Флаг России | Нап | Татьяна Морина     | 1993 |  |  |  |  |  |

### Молодёжный состав
| 13 | Флаг России | Вр  | Диана Новикова                     | 2003 |  |  |  |  |  |
| 69 | Флаг России | Вр  | Валерия Пипия                      | 2006 |  |  |  |  |  |
| 96 | Флаг России | Вр  | Ангелина Широченко                 | 2006 |  |  |  |  |  |
|    |             |     |                                    |      |  |  |  |  |  |
| 35 | Флаг России | Защ | Дарья Крученкова                   | 2005 |  |  |  |  |  |
| 36 | Флаг России | Защ | Мирослава Кармадонова              | 2007 |  |  |  |  |  |
| 40 | Флаг России | Защ | Дарья Маркова                      | 2004 |  |  |  |  |  |
| 44 | Флаг России | Защ | Анна Халиулина                     | 2007 |  |  |  |  |  |
| 66 | Флаг России | Защ | Светлана Глаголева                 | 2005 |  |  |  |  |  |
| 71 | Флаг России | Защ | Ляля Холматова                     | 2007 |  |  |  |  |  |
| 99 | Флаг России | Защ | Алина Сижажева                     | 2008 |  |  |  |  |  |
|    |             |     |                                    |      |  |  |  |  |  |
| 12 | Флаг России | ПЗ  | Анастасия Колокольчикова (капитан) | 2006 |  |  |  |  |  |
| 14 | Флаг России | ПЗ  | Анастасия Бециву                   | 2006 |  |  |  |  |  |
| 22 | Флаг России | ПЗ  | Елизавета Быстрова                 | 2006 |  |  |  |  |  |

| 30 | Флаг России | ПЗ  | Елена Тропина         | 2006 |  |  |  |  |  |
| 34 | Флаг России | ПЗ  | Анастасия Бовтунова   | 2008 |  |  |  |  |  |
| 38 | Флаг России | ПЗ  | Таисия Чистова        | 2008 |  |  |  |  |  |
| 39 | Флаг России | ПЗ  | Дарья Смирнова        | 2008 |  |  |  |  |  |
| 42 | Флаг России | ПЗ  | Полина Бородина       | 2008 |  |  |  |  |  |
| 61 | Флаг России | ПЗ  | Елизавета Петрунькина | 2005 |  |  |  |  |  |
| 80 | Флаг России | ПЗ  | Анастасия Янковска    | 2004 |  |  |  |  |  |
| 88 | Флаг России | ПЗ  | София Щербина         | 2006 |  |  |  |  |  |
|    |             |     |                       |      |  |  |  |  |  |
| 20 | Флаг России | Нап | Валерия Радова        | 2004 |  |  |  |  |  |
| 37 | Флаг России | Нап | Кристина Кириченко    | 2008 |  |  |  |  |  |
| 52 | Флаг России | Нап | Анна Фёдорова         | 2003 |  |  |  |  |  |
| 75 | Флаг России | Нап | Валерия Кондакова     | 2007 |  |  |  |  |  |
| 78 | Флаг России | Нап | Анна Антидзе          | 2004 |  |  |  |  |  |

## Руководство клуба
- Александр Матыцин — председатель совета директоров
- Олег Малышев — генеральный директор
- Елена Терехова — директор[1]
- Сергей Белых — исполнительный директор (до 1 августа 2024 года)[5]
- Томаш Амарал — спортивный директор
- Пол Эшуорт — технический директор (до 11 апреля 2024 года)[6]
- Артём Ребров — технический координатор
- Дмитрий Волков — финансовый директор
- Рустам Махмутов — коммерческий директор (до 26 июля 2024 года)[7]
- Дмитрий Зеленов — руководитель пресс-службы
- Михаил Пряничников — директор по коммуникациям
- Жоаким Пинту — руководитель селекционного департамента[8]
- Кирилл Козлов — руководитель медицинского департамента

## Тренерский штаб
Основной состав
- Вадим Козлов — главный тренер
- Сергей Свечкарь — ассистент главного тренера
- Матвей Францкевич — тренер вратарей
- Борис Чирва — аналитик
- Ангелина Сома — тренер по физической подготовке

Молодёжный состав
- Иван Квасов — главный тренер
- Маргарита Ерёмина — ассистент главного тренера
- Евгения Щанина — тренер по физической подготовке
- Глеб Ефимов — тренер вратарей

## Административный штаб
Основной состав
- Илья Елеференко — начальник команды (до апреля 2024 года)
- Татьяна Ефимова — начальник команды (апрель 2024 года)
- Дмитрий Кириллов — начальник команды (с мая 2024 года)
- Константин Рябухин — администратор (до 6 сентября 2024 года)

Молодёжный состав
- Елена Рыбкина — начальник команды
- Евгений Родионов — администратор

## Медицинский штаб
Основной состав
- Артём Рыженко — врач
- Артемий Богомолов — массажист

Молодёжный состав
- Дарья Гамидова — врач
- Дмитрий Ушков — массажист

## Трансферы

### Пришли в клуб
| #  | №  | Позиция | Игрок               | Прежний клуб           | Сумма           | Дата            | Ссылка |
| -- | -- | ------- | ------------------- | ---------------------- | --------------- | --------------- | ------ |
| 1  | 5  | Защ     | Карина Бакланова    | Динамо (Москва)        | свободный агент | 9 декабря 2023  | [ 9 ]  |
| 2  | 33 | ПЗ      | Ксения Коноваева    | Рязань-ВДВ             | свободный агент | 11 декабря 2023 | [ 10 ] |
| 3  | 7  | Нап     | Кристина Черкасова  | Локомотив              | свободный агент | 16 декабря 2023 | [ 11 ] |
| 4  | 9  | Нап     | Наталья Машина      | Минск                  | свободный агент | 24 декабря 2023 | [ 12 ] |
| 5  | 15 | ПЗ      | Ксения Кулешова     | Строгино               | свободный агент | 25 декабря 2023 | [ 13 ] |
| 6  | 19 | Защ     | Татьяна Чередина    | Рязань-ВДВ             | свободный агент | 26 декабря 2023 | [ 14 ] |
| 7  | 3  | Защ     | Анна Кожникова      | Локомотив              | свободный агент | 27 декабря 2023 | [ 15 ] |
| 8  | 18 | Защ     | Алина Мягкова       | Локомотив              | свободный агент | 28 декабря 2023 | [ 16 ] |
| 9  | 4  | Защ     | Валерия Богдан      | Минск                  | свободный агент | 30 декабря 2023 | [ 17 ] |
| 10 | 21 | Защ     | Наталья Морозова    | Локомотив              | свободный агент | 3 января 2024   | [ 18 ] |
| 11 | 1  | Вр      | Елизавета Щербакова | ЦСКА                   | свободный агент | 10 января 2024  | [ 19 ] |
| 12 | 24 | Вр      | Виктория Носенко    | Локомотив              | свободный агент | 10 января 2024  | [ 20 ] |
| 13 | 11 | Нап     | Татьяна Морина      | Локомотив              | свободный агент | 10 января 2024  | [ 20 ] |
| 14 | 23 | ПЗ      | Валерия Зарубина    | Строгино               | свободный агент | 17 января 2024  | [ 21 ] |
| 15 | 51 | ПЗ      | Вероника Анисина    | Рубин                  | свободный агент | 18 января 2024  | [ 22 ] |
| 16 | 6  | ПЗ      | Джоан Набирье       | Минск                  | свободный агент | 20 января 2024  | [ 23 ] |
| 17 | 93 | ПЗ      | Кристина Петкус     | УОР №5 – Мастер-Сатурн | свободный агент | 25 января 2024  | [ 24 ] |
| 18 | 10 | ПЗ      | Марина Фёдорова     | Динамо (Москва)        | свободный агент | 27 января 2024  | [ 25 ] |
| 19 | 20 | ПЗ      | Тияна Филипович     | Спартак (Суботица)     | неизвестно      | 2 июля 2024     | [ 26 ] |
| 20 | 8  | ПЗ      | Дина Благоевич      | Црвена звезда          | неизвестно      | 2 июля 2024     | [ 26 ] |

### Ушли из клуба
| # | № | Позиция | Игрок | Новый клуб | Сумма | Дата | Ссылка |
| - | - | ------- | ----- | ---------- | ----- | ---- | ------ |

### Ушли в аренду
| # | № | Позиция | Игрок | Команда | Сумма | Начало | Конец | Ссылка |
| - | - | ------- | ----- | ------- | ----- | ------ | ----- | ------ |

## Предсезонные и товарищеские матчи

### Основной состав
| 4 февраля 2024 | Спартак (Москва)              | 0:0 (0:0)                           | Звезда-2005 (Пермь)          | Аланья |
| 11:00 MSK | М. Фёдорова 16' · Набирье 77' | отчёт (Спартак) отчёт (Звезда-2005) | 9' Котельникова · 27' Ковтун |        |
| Спартак (Москва): Щербакова, Мягкова, Морозова, Кожникова , Бакланова, Набирье, Анисина, М. Фёдорова, Коноваева, Черкасова, Машина. Запасные: Новикова, Наумова, Чередина, Петкус, Кулешова, Зарубина. Главный тренер: Вадим Сергеевич Козлов. Звезда-2005 (Пермь): Широкова (Зварич, 46), Гайстенова, Морозова, Еремеева, Ковтун (Ларина, 70), Шахова, Акимова (Осипова, 70), Кузищина (К. Рогожкина, 70), Котельникова, Сергейчик, Курочкина (П. Рогожкина, 70). Главный тренер: Елена Анатольевна Суслова. |                               |                                     |                              |        |

| 4 февраля 2024 | Спартак (Москва) | 0:2 (0:1)                         | Чертаново (Москва)         | Аланья |
| 17:00 MSK |                  | отчёт (Спартак) отчёт (Чертаново) | 20′ Тренькина · 63′ Сёмина |        |
| Спартак (Москва): Щербакова , Наумова, Чередина (Кулакова, 18), Маркова, Халиулина, Петкус, игрок на просмотре, Щербина, Кулешова, Зарубина, Кондакова. Запасные: Новикова, Глаголева, Сижажева, Колокольчикова, Талабанова, Антидзе. Главный тренер: Вадим Сергеевич Козлов. Чертаново (Москва): Дудорова, Захарова, Еременкова, Джиникашвили , Белоусова, Олексюк, Шкалова, Тренькина, Сёмина, Шарифова, Березанская. Главный тренер: Алексей Сергеевич Тарасюк. |                  |                                   |                            |        |

| 10 февраля 2024 | Спартак (Москва) | 0:1 (0:0)                         | Краснодар        | Белек                              |
| 15:00 MSK |                  | отчёт (Спартак) отчёт (Краснодар) | 65′ Ястребинская | Стадион: СК «Папиллон Спорт Центр» |
| Спартак (Москва): Носенко (Щербакова, 46), Мягкова (Наумова, 79), Морозова, Кожникова (Чередина, 66), Бакланова (Богдан, 46), Набирье, Анисина (Кулешова, 66), М. Фёдорова, Коноваева (Петкус, 79), Черкасова (Зарубина, 46), Морина (Машина, 46). Главный тренер: Вадим Сергеевич Козлов. Краснодар: Санжаровская, Тимонина, Ястребинская, Смирнова, Пилигрым, Лихота, Барвинок, Органова, Самойленко, Жаркова, Басаева . Запасные: Становова, Силина, Нестеренко, Вартанян, Самсонюк, Вишневецкая, Никитина, Новосад, Каратаева, Костарева, Шуба, Болдырева. Главный тренер: Гамаль Низамиевич Бабаев. |                  |                                   |                  |                                    |

| 14 февраля 2024 | Спартак (Москва) | 2:0 (1:0)       | Антальяспор (Анталья) | Белек                                      |
| 11:30 MSK | Морина 17′, 41′  | отчёт (Спартак) |                       | Стадион: Тренировочное поле «Bellis Hotel» |
| Спартак (Москва): Новикова, Наумова, Чередина, Маркова, Богдан (Халиулина, 60), Колокольчикова, Кулешова (Бециву, 60), Петкус, Петрунькина, Зарубина, Морина (Кондакова, 60). Запасные: Широченко, Талабанова, Крученкова. Главный тренер: Вадим Сергеевич Козлов. |                  |                 |                       |                                            |

| 14 февраля 2024 | Спартак (Москва)       | 1:1 (1:0)       | Локомотив (Москва) | Белек                                      |
| 16:30 MSK | М. Фёдорова 32′ (пен.) | отчёт (Спартак) | 83′ Зальмиева      | Стадион: Тренировочное поле «Bellis Hotel» |
| Спартак (Москва): Щербакова (Носенко, 46), Мягкова, Морозова, Кожникова , Бакланова, Набирье, Анисина (Кулешова, 60), М. Фёдорова, Коноваева, Черкасова, Машина (Морина, 60). Запасная: Богдан. Главный тренер: Вадим Сергеевич Козлов. |                        |                 |                    |                                            |

| 18 февраля 2024 | Спартак (Москва) | 0:2 (0:0)       | Крылья Советов (Самара)  | Белек                                      |
| 11:00 MSK |                  | отчёт (Спартак) | 80′ Кисконен · 88′ Эмили | Стадион: Тренировочное поле «Bellis Hotel» |
| Спартак (Москва): Носенко (Щербакова, 46), Мягкова, Морозова, Кожникова , Бакланова, Набирье, Кулешова (Анисина, 66), М. Фёдорова, Коноваева, Черкасова (Зарубина, 56), Машина (Морина, 60). Запасные: Богдан, Чередина, Наумова, Петкус. Главный тренер: Вадим Сергеевич Козлов. |                  |                 |                          |                                            |

### Молодёжный состав
| 3 февраля 2024 | Спартак U-21 (Москва) | 0:4 (0:2)                         | Краснодар                                            | Белек                              |
| 15:00 MSK |                       | отчёт (Спартак) отчёт (Краснодар) | 25′ Шуба · 35′ Жаркова · 55′ Басаева · 65′ Болдырева | Стадион: СК «Папиллон Спорт Центр» |
| Спартак U-21 (Москва): Новикова, Крученкова, Глаголева, Маркова, Халиулина, Бециву, Колокольчикова , Щербина, Петрунькина, Антидзе, Холматова. Запасные: Широченко, Кулакова, Сижажева, Быстрова, Михайлова, Талабанова, Кондакова, Радова. Главный тренер: Иван Олегович Квасов. Краснодар: Санжаровская, Пилигрым, Ястребинская, Смирнова, Тимонина, Лихота, Органова, Барвинок, Жаркова, Басаева , Шуба. Запасные: Таймазова, Вишневецкая, Нестеренко, Вартанян, Самсонюк, Никитина, Новосад, Болдырева, Самойленко, Каратаева, Костарева. Главный тренер: Гамаль Низамиевич Бабаев. |                       |                                   |                                                      |                                    |

| 7 февраля 2024 | Спартак U-21 (Москва) | 0:1 (0:0)         | Чертаново (Москва) | Аланья |
| |                       | отчёт (Чертаново) | Акатьева           |        |
| Чертаново (Москва): Авилова, Сичинава, Каморина, Чугунова, Беляева, Новик, Шкалова , Акатьева, Шумакова, Сёмина, Березанская. Главный тренер: Алексей Сергеевич Тарасюк. |                       |                   |                    |        |

| 14 февраля 2024 | Спартак U-21 (Москва) | 1:0 (1:0)       | Антальяспор (Анталья) | Белек                                      |
| 13:00 MSK       | Бециву (пен.)         | отчёт (Спартак) |                       | Стадион: Тренировочное поле «Bellis Hotel» |

| 17 февраля 2024 | Спартак U-21 (Москва) | 0:2 (0:1)      | Динамо U-21 (Москва)          | Анталья |
| |                       | отчёт (Динамо) | 4′ Разворотнева · 65′ Петрова |         |
| Динамо U-21 (Москва): Щервянина, Сеноедова (Голубева, 46), Демидова (Гоголинская, 46), Волобуева (Рыжих, 46), Елисеева, Греули (Линникова, 62), Петрова, Разворотнева (Колесникова, 62), Мустафаева, Скотникова (Яковенко, 46), Орлова (Гейбиева, 46). Главный тренер: Михаил Юрьевич Кобяков. |                       |                |                               |         |

## Статистика сезона

### Игры и голы
В статистику включены только официальные матчи.
| №.            | Нац.          | Позиция | Игрок                    | Всего   | Всего   | Суперлига | Суперлига | Кубок России | Кубок России |
| №.            | Нац.          | Позиция | Игрок                    | Игры    | Голы    | Игры      | Голы      | Игры         | Голы         |
| Вратари       | Вратари       | Вратари | Вратари                  | Вратари | Вратари | Вратари   | Вратари   | Вратари      | Вратари      |
| ------------- | ------------- | ------- | ------------------------ | ------- | ------- | --------- | --------- | ------------ | ------------ |
| 1             | Флаг России   | Вр      | Елизавета Щербакова      | 25      | -20     | 24        | -17       | 1            | -3           |
| 24            | Флаг России   | Вр      | Виктория Носенко         | 5       | -1      | 4         | -1        | 1            | 0            |
| Защитники     |               |         |                          |         |         |           |           |              |              |
| 3             | Флаг России   | Защ     | Анна Кожникова           | 26      | 3       | 24        | 3         | 2            | 0            |
| 4             | Флаг Беларуси | Защ     | Валерия Богдан           | 20      | 0       | 19        | 0         | 1            | 0            |
| 5             | Флаг России   | Защ     | Карина Бакланова         | 21      | 2       | 19        | 2         | 2            | 0            |
| 18            | Флаг России   | Защ     | Алина Мягкова            | 23      | 0       | 22        | 0         | 1            | 0            |
| 19            | Флаг России   | Защ     | Татьяна Чередина         | 24      | 4       | 22        | 3         | 2            | 1            |
| 21            | Флаг России   | Защ     | Наталья Морозова         | 25      | 4       | 24        | 4         | 1            | 0            |
| 77            | Флаг России   | Защ     | Вероника Наумова         | 7       | 1       | 7         | 1         | 0            | 0            |
| Полузащитники |               |         |                          |         |         |           |           |              |              |
| 6             | Флаг Уганды   | ПЗ      | Джоан Набирье            | 16      | 0       | 14        | 0         | 2            | 0            |
| 8             | Флаг Сербии   | ПЗ      | Дина Благоевич           | 11      | 1       | 10        | 1         | 1            | 0            |
| 10            | Флаг России   | ПЗ      | Марина Фёдорова          | 23      | 9       | 22        | 8         | 1            | 1            |
| 12            | Флаг России   | ПЗ      | Анастасия Колокольчикова | 7       | 0       | 7         | 0         | 0            | 0            |
| 15            | Флаг России   | ПЗ      | Ксения Кулешова          | 3       | 1       | 2         | 0         | 1            | 1            |
| 20            | Флаг Сербии   | ПЗ      | Тияна Филипович          | 13      | 10      | 12        | 10        | 1            | 0            |
| 23            | Флаг России   | ПЗ      | Валерия Зарубина         | 20      | 2       | 18        | 0         | 2            | 2            |
| 33            | Флаг России   | ПЗ      | Ксения Коноваева         | 15      | 5       | 13        | 0         | 2            | 5            |
| 51            | Флаг России   | ПЗ      | Вероника Анисина         | 12      | 2       | 11        | 1         | 1            | 1            |
| 61            | Флаг России   | ПЗ      | Елизавета Петрунькина    | 2       | 0       | 2         | 0         | 0            | 0            |
| 93            | Флаг России   | ПЗ      | Кристина Петкус          | 13      | 0       | 11        | 0         | 2            | 0            |
| Нападающие    |               |         |                          |         |         |           |           |              |              |
| 7             | Флаг России   | Нап     | Кристина Черкасова       | 24      | 3       | 22        | 3         | 2            | 0            |
| 9             | Флаг России   | Нап     | Наталья Машина           | 25      | 10      | 24        | 10        | 1            | 0            |
| 11            | Флаг России   | Нап     | Татьяна Морина           | 18      | 2       | 18        | 2         | 0            | 0            |

### Дисциплинарные показатели
В статистику включены только официальные матчи.
| 1             | Флаг России   | Вр    | Елизавета Щербакова      | 1  | 0 | 0 | 0 | 0 | 0 | 1  | 0 | 0 |
| 24            | Флаг России   | Вр    | Виктория Носенко         | 0  | 0 | 0 | 0 | 0 | 0 | 0  | 0 | 0 |
| Защитники     |               |       |                          |    |   |   |   |   |   |    |   |   |
| 3             | Флаг России   | Защ   | Анна Кожникова           | 1  | 0 | 0 | 0 | 0 | 0 | 1  | 0 | 0 |
| 4             | Флаг Беларуси | Защ   | Валерия Богдан           | 2  | 0 | 0 | 0 | 0 | 0 | 2  | 0 | 0 |
| 5             | Флаг России   | Защ   | Карина Бакланова         | 2  | 0 | 1 | 0 | 0 | 0 | 2  | 0 | 1 |
| 18            | Флаг России   | Защ   | Алина Мягкова            | 0  | 0 | 0 | 1 | 0 | 0 | 1  | 0 | 0 |
| 19            | Флаг России   | Защ   | Татьяна Чередина         | 0  | 0 | 0 | 0 | 0 | 0 | 0  | 0 | 0 |
| 21            | Флаг России   | Защ   | Наталья Морозова         | 1  | 0 | 0 | 0 | 0 | 0 | 1  | 0 | 0 |
| 77            | Флаг России   | Защ   | Вероника Наумова         | 0  | 0 | 0 | 0 | 0 | 0 | 0  | 0 | 0 |
| Полузащитники |               |       |                          |    |   |   |   |   |   |    |   |   |
| 6             | Флаг Уганды   | ПЗ    | Джоан Набирье            | 2  | 0 | 0 | 0 | 0 | 0 | 2  | 0 | 0 |
| 8             | Флаг Сербии   | ПЗ    | Дина Благоевич           | 3  | 0 | 0 | 0 | 0 | 0 | 3  | 0 | 0 |
| 10            | Флаг России   | ПЗ    | Марина Фёдорова          | 2  | 1 | 0 | 1 | 0 | 0 | 3  | 1 | 0 |
| 12            | Флаг России   | ПЗ    | Анастасия Колокольчикова | 0  | 0 | 0 | 0 | 0 | 0 | 0  | 0 | 0 |
| 15            | Флаг России   | ПЗ    | Ксения Кулешова          | 0  | 0 | 0 | 0 | 0 | 0 | 0  | 0 | 0 |
| 20            | Флаг Сербии   | ПЗ    | Тияна Филипович          | 0  | 0 | 0 | 0 | 0 | 0 | 0  | 0 | 0 |
| 23            | Флаг России   | ПЗ    | Валерия Зарубина         | 1  | 0 | 0 | 0 | 0 | 0 | 1  | 0 | 0 |
| 33            | Флаг России   | ПЗ    | Ксения Коноваева         | 2  | 0 | 0 | 0 | 0 | 0 | 2  | 0 | 0 |
| 51            | Флаг России   | ПЗ    | Вероника Анисина         | 1  | 0 | 0 | 0 | 0 | 0 | 1  | 0 | 0 |
| 61            | Флаг России   | ПЗ    | Елизавета Петрунькина    | 0  | 0 | 0 | 0 | 0 | 0 | 0  | 0 | 0 |
| 93            | Флаг России   | ПЗ    | Кристина Петкус          | 2  | 0 | 0 | 0 | 0 | 0 | 2  | 0 | 0 |
| Нападающие    |               |       |                          |    |   |   |   |   |   |    |   |   |
| 7             | Флаг России   | Нап   | Кристина Черкасова       | 5  | 0 | 0 | 0 | 0 | 0 | 5  | 0 | 0 |
| 9             | Флаг России   | Нап   | Наталья Машина           | 3  | 0 | 0 | 0 | 0 | 0 | 3  | 0 | 0 |
| 11            | Флаг России   | Нап   | Татьяна Морина           | 0  | 0 | 0 | 0 | 0 | 0 | 0  | 0 | 0 |
| Сотрудники    |               |       |                          |    |   |   |   |   |   |    |   |   |
| —             | Флаг России   | ГТ    | Вадим Козлов             | 1  | 0 | 0 | 0 | 0 | 0 | 1  | 0 | 0 |
| —             | Флаг России   | АГТ   | Сергей Свечкарь          | 1  | 0 | 0 | 0 | 0 | 0 | 1  | 0 | 0 |
| Всего         | Всего         | Всего | Всего                    | 30 | 1 | 1 | 2 | 0 | 0 | 32 | 1 | 1 |

### Бомбардиры
Включает в себя все официальные игры. Список отсортирован по итоговому результату.
| Позиция      | Национальность | Номер | Игрок              | Суперлига | Кубок России | Итого |
| ------------ | -------------- | ----- | ------------------ | --------- | ------------ | ----- |
| Нападающий   | Россия         | 9     | Наталья Машина     | 10        | 0            | 10    |
| Полузащитник | Сербия         | 20    | Тияна Филипович    | 10        | 0            | 10    |
| Полузащитник | Россия         | 10    | Марина Фёдорова    | 8         | 1            | 9     |
| Полузащитник | Россия         | 33    | Ксения Коноваева   | 0         | 5            | 5     |
| Защитник     | Россия         | 19    | Татьяна Чередина   | 3         | 1            | 4     |
| Защитник     | Россия         | 21    | Наталья Морозова   | 4         | 0            | 4     |
| Защитник     | Россия         | 3     | Анна Кожникова     | 3         | 0            | 3     |
| Нападающий   | Россия         | 7     | Кристина Черкасова | 3         | 0            | 3     |
| Полузащитник | Россия         | 51    | Вероника Анисина   | 1         | 1            | 2     |
| Полузащитник | Россия         | 23    | Валерия Зарубина   | 0         | 2            | 2     |
| Нападающий   | Россия         | 11    | Татьяна Морина     | 2         | 0            | 2     |
| Защитник     | Россия         | 5     | Карина Бакланова   | 2         | 0            | 2     |
| Полузащитник | Россия         | 15    | Ксения Кулешова    | 0         | 1            | 1     |
| Полузащитник | Сербия         | 8     | Дина Благоевич     | 1         | 0            | 1     |
| Защитник     | Россия         | 77    | Вероника Наумова   | 1         | 0            | 1     |
| Всего        | Всего          | Всего | Всего              | 48        | 11           | 59    |

### Голевые передачи
Включает в себя все официальные игры. Список отсортирован по итоговому результату.
| Позиция      | Национальность | Номер | Игрок              | Суперлига | Кубок России | Итого |
| ------------ | -------------- | ----- | ------------------ | --------- | ------------ | ----- |
| Полузащитник | Россия         | 10    | Марина Фёдорова    | 14        | 0            | 14    |
| Полузащитник | Сербия         | 20    | Тияна Филипович    | 8         | 0            | 8     |
| Защитник     | Россия         | 19    | Татьяна Чередина   | 5         | 1            | 6     |
| Защитник     | Белоруссия     | 4     | Валерия Богдан     | 0         | 3            | 3     |
| Защитник     | Россия         | 3     | Анна Кожникова     | 2         | 1            | 3     |
| Полузащитник | Россия         | 23    | Валерия Зарубина   | 1         | 1            | 2     |
| Защитник     | Россия         | 18    | Алина Мягкова      | 2         | 0            | 2     |
| Защитник     | Россия         | 21    | Наталья Морозова   | 1         | 0            | 1     |
| Защитник     | Россия         | 5     | Карина Бакланова   | 1         | 0            | 1     |
| Нападающий   | Россия         | 9     | Наталья Машина     | 1         | 0            | 1     |
| Нападающий   | Россия         | 7     | Кристина Черкасова | 1         | 0            | 1     |
| Полузащитник | Россия         | 93    | Кристина Петкус    | 0         | 1            | 1     |
| Полузащитник | Россия         | 51    | Вероника Анисина   | 0         | 1            | 1     |
| Полузащитник | Россия         | 33    | Ксения Коноваева   | 0         | 1            | 1     |
| Нападающий   | Россия         | 11    | Татьяна Морина     | 1         | 0            | 1     |
| Всего        | Всего          | Всего | Всего              | 37        | 9            | 46    |

### Автоголы
В статистику включены только официальные матчи.
| Позиция  | Национальность | Номер | Игрок            | Дата        | Соревнование  | Соперник |
| -------- | -------------- | ----- | ---------------- | ----------- | ------------- | -------- |
| Защитник | Россия         | 5     | Карина Бакланова | 6 июля 2024 | 1/8 финала КР | ЦСКА     |

### «Сухие» матчи
Включает в себя все официальные игры. Список отсортирован по итоговому результату.
| Позиция | Национальность | Номер | Игрок               | Суперлига | Кубок России | Итого |
| ------- | -------------- | ----- | ------------------- | --------- | ------------ | ----- |
| Вратарь | Россия         | 1     | Елизавета Щербакова | 13        | 0            | 13    |
| Вратарь | Россия         | 24    | Виктория Носенко    | 3         | 1            | 4     |
| Всего   | Всего          | Всего | Всего               | 16        | 1            | 17    |

### Пенальти
В статистику включены только официальные матчи.
| Позиция      | Национальность | Номер | Игрок           | Дата            | Соревнование  | Соперник   | Статус                  |
| ------------ | -------------- | ----- | --------------- | --------------- | ------------- | ---------- | ----------------------- |
| Нападающий   | Россия         | 9     | Наталья Машина  | 6 июля 2024     | 1/8 финала КР | ЦСКА       | Не реализован (вратарь) |
| Полузащитник | Россия         | 10    | Марина Фёдорова | 10 августа 2024 | 16-й тур ЧР   | Рязань-ВДВ | Реализован              |

### Капитаны в сезоне
В статистику включены только официальные матчи.
| № | Поз. | Стр.        | Игроки           | Старты | Прим.           |
| - | ---- | ----------- | ---------------- | ------ | --------------- |
| 3 | Защ  | Флаг России | Анна Кожникова   | 25     | Капитан команды |
| 5 | Защ  | Флаг России | Карина Бакланова | 1      |                 |

### Тактические схемы
В статистику включены только официальные матчи.
| М  | Расстановка | Матчи     | Матчи        | Матчи | Матчи |
| М  | Расстановка | Суперлига | Кубок России |       |       |
| 24 | 4-2-3-1     | 22        | 2            |       |       |
| 2  | 4-4-2       | 2         |              |       |       |

### Общая статистика
В данной таблице не учитываются результаты товарищеских матчей.
| Сыграно матчей                        | 26 (24 — Суперлига, 2 — Кубок России)                                           |
| Победы                                | 16 (15 — Суперлига, 1 — Кубок России)                                           |
| Ничьи                                 | 5 (5 — Суперлига, 0 — Кубок России)                                             |
| Поражения                             | 5 (4 — Суперлига, 1 — Кубок России)                                             |
| Забито мячей                          | 61 (2,35 за игру)                                                               |
| Пропущено мячей                       | 21 (0,81 за игру)                                                               |
| Разница мячей                         | +40                                                                             |
| Матчей на ноль                        | 13                                                                              |
| Жёлтых карточек                       | 32 (1,23 за игру)                                                               |
| Удаления                              | 2 (0,08 за игру)                                                                |
| Худшая дисциплина                     | Кристина Черкасова: — 5; — 0; — 0                                               |
| Лучший счёт                           | 10:0 (В) против «Пари Нижний Новгород» — Кубок России, 1/16 финала, 8 июня 2024 |
| Худший счёт                           | 1:4 (Д) против «Зенита» — Суперлига, 14 тур, 21 июля 2024                       |
| Наибольшее число матчей без поражений | 7 (Суперлига — 3, 9-13 туры и Кубок России — 1/16 финала)                       |
| Наибольшее число поражений            | 2 (Кубок России — 1/8 финала, Суперлига — 14 тур)                               |
| Лучший бомбардир                      | Наталья Машина Тияна Филипович (10 мячей)                                       |
| Лучший ассистент                      | Марина Фёдорова (14 передач)                                                    |
| Гол + Пас                             | Марина Фёдорова (9+14)                                                          |
| Наибольшее число матчей               | Анна Кожникова (26 матчей)                                                      |

## Соревнования
| Соревнование                   | Первый матч  | Последний матч | Раунд-начало | Итог выступления | Статистика выступлений | Статистика выступлений | Статистика выступлений | Статистика выступлений | Статистика выступлений | Статистика выступлений | Статистика выступлений | Статистика выступлений | Ссылка        |
| Соревнование                   | Первый матч  | Последний матч | Раунд-начало | Итог выступления | И                      | В                      | Н                      | П                      | ГЗ                     | ГП                     | РМ                     | В%                     | Ссылка        |
| ------------------------------ | ------------ | -------------- | ------------ | ---------------- | ---------------------- | ---------------------- | ---------------------- | ---------------------- | ---------------------- | ---------------------- | ---------------------- | ---------------------- | ------------- |
| Чемпионат России               | 9 марта 2024 | 16 ноября 2024 | 1-й тур      | 3 место          | 24                     | 15                     | 5                      | 4                      | 50                     | 18                     | +32                    | 062,50                 | [ 27 ] [ 28 ] |
| Кубок России                   | 8 июня 2024  | 6 июля 2024    | 1/16 финала  | 1/8 финала       | 2                      | 1                      | 0                      | 1                      | 11                     | 3                      | +8                     | 050,00                 | [ 29 ] [ 30 ] |
| Всего                          | Всего        | Всего          | Всего        | Всего            | 26                     | 16                     | 5                      | 5                      | 61                     | 21                     | +40                    | 061,54                 |               |
| Обновлено: 17 ноября 2024 года |              |                |              |                  |                        |                        |                        |                        |                        |                        |                        |                        |               |

## Суперлига

### Турнирная таблица
| Поз | Команда   | И  | В  | Н | П | МЗ | МП | РМ  | О  |
| --- | --------- | -- | -- | - | - | -- | -- | --- | -- |
| 1   | Зенит     | 24 | 22 | 2 | 0 | 65 | 8  | +57 | 68 |
| 2   | ЦСКА      | 24 | 20 | 2 | 2 | 51 | 6  | +45 | 62 |
| 3   | Спартак   | 24 | 15 | 5 | 4 | 50 | 18 | +32 | 50 |
| 4   | Локомотив | 24 | 15 | 5 | 4 | 41 | 15 | +26 | 50 |
| 5   | Динамо    | 24 | 13 | 2 | 9 | 36 | 30 | +6  | 41 |

1. 1 2  Разность забитых и пропущенных мячей во всех матчах: Спартак: +32; Локомотив: +26

### Статистика выступлений
| Итого | Итого | Итого | Итого | Итого | Итого | Итого | Итого | Дома | Дома | Дома | Дома | Дома | Дома | На выезде | На выезде | На выезде | На выезде | На выезде | На выезде |
| И     | О     | В     | Н     | П     | МЗ    | МП    | РМ    | В    | Н    | П    | МЗ   | МП   | РМ   | В         | Н         | П         | МЗ        | МП        | РМ        |
| ----- | ----- | ----- | ----- | ----- | ----- | ----- | ----- | ---- | ---- | ---- | ---- | ---- | ---- | --------- | --------- | --------- | --------- | --------- | --------- |
| 24    | 50    | 15    | 5     | 4     | 50    | 18    | +32   | 8    | 2    | 2    | 22   | 11   | +11  | 7         | 3         | 2         | 28        | 7         | +21       |

### Результаты по турам
| Тур   | 01 | 02 | 03 | 04 | 05 | 06 | 07 | 08 | 09 | 10 | 11 | 12 | 13 | 14 | 15 | 16 | 17 | 18 | 19 | 20 | 21 | 22 | 23 | 24 | 25 | 26 |
| ----- | -- | -- | -- | -- | -- | -- | -- | -- | -- | -- | -- | -- | -- | -- | -- | -- | -- | -- | -- | -- | -- | -- | -- | -- | -- | -- |
| Поле  | В  | В  | Д  | В  | Д  | В  | В  | —  | В  | Д  | В  | Д  | Д  | Д  | Д  | В  | Д  | В  | Д  | Д  | —  | Д  | В  | Д  | В  | В  |
| Итог  | П  | Н  | В  | В  | В  | В  | П  |    | В  | Н  | В  | В  | Н  | П  | В  | В  | В  | Н  | В  | П  |    | В  | В  | В  | В  | Н  |
| Место | 10 | 9  | 7  | 7  | 5  | 4  | 6  | 6  | 6  | 5  | 5  | 5  | 5  | 5  | 5  | 3  | 3  | 4  | 3  | 3  | 4  | 4  | 4  | 4  | 3  | 3  |

Источник: Суперлига. Официальный сайт

Поле: Д = дома; В = на выезде. Итог: Н = ничья; П = команда проиграла; В = команда выиграла; О = матч отложен.

### Матчи
| 9 марта 2024 1-й тур | Зенит (Санкт-Петербург) | 1:0 (1:0)                                              | Спартак (Москва)                    | Санкт-Петербург |
| 17:30 MSK | Гживиньска 4′           | протокол матча (Суперлига) отчёт (Спартак) обзор матча | 44' 90+1' М. Фёдорова · 53' Набирье | Стадион: «Смена» (поле №5) Зрителей: 500 Судья: Марина Крупская (Екатеринбург) Помощники судьи: Екатерина Чернова (Ульяновск), Анастасия Топорова (Омск) Резервный судья: Юлия Веселова (Люберцы) |
| Зенит (Санкт-Петербург): Воскобович, Кипяткова (Лазаревич, 46), Куропаткина, Симановская, Цыбутович , Андреева (Кики, 84), Гживиньска, Пантюхина, Поздеева, Хохлова (Ильиных, 64), Якупова (Трофимова, 46). Запасные: Гриченко, Алексеева, Мирзалиева, Чернова, Ишмухаметова, Семёнова. Главный тренер: Ольга Сергеевна Порядина. Спартак (Москва): Щербакова, Мягкова, Кожникова , Морозова, Бакланова, Набирье, Анисина, М. Фёдорова, Черкасова (Морина, 69), Коноваева, Машина. Запасные: Носенко, Богдан, Чередина, Наумова, Зарубина, Кулешова, Петкус. Главный тренер: Вадим Сергеевич Козлов. |                         |                                                        |                                     | |

| 16 марта 2024 2-й тур | Чертаново (Москва) | 0:0 (0:0)                                              | Спартак (Москва)              | Москва |
| 17:00 MSK | Олексюк 17'        | протокол матча (Суперлига) отчёт (Спартак) обзор матча | 25' Коноваева · 86' Черкасова | Стадион: «Арена Чертаново» Зрителей: 500 Судья: Александра Пономарёва (Москва) Помощники судьи: Анастасия Матвеева (Тамбов), Елена Покорская (Москва) Резервный судья: Анастасия Варфоломеева (Москва) |
| Чертаново (Москва): Дудорова, Джиникашвили , Еременкова, Олексюк, Сорокина, Белоусова, Данилочкина (Батырева, 53), Захарова, Тренькина, Шкалова (Акатьева, 66), Сёмина. Запасная: Дронова. Главный тренер: Алексей Сергеевич Тарасюк. Спартак (Москва): Щербакова, Мягкова, Кожникова , Морозова, Бакланова, Набирье (Чередина, 89), Анисина (Кулешова, 67), Коноваева, Черкасова, Морина (Зарубина, 46), Машина. Запасные: Носенко, Богдан, Наумова, Петкус. Главный тренер: Вадим Сергеевич Козлов. |                    |                                                        |                               | |

| 31 марта 2024 4-й тур | Крылья Советов (Самара)    | 1:6 (1:3)                                              | Спартак (Москва)                                                                 | Самара |
| 11:30 MSK | Медведь 45′ · Фетисова 46' | протокол матча (Суперлига) отчёт (Спартак) обзор матча | 17′ Морозова · 21′ Черкасова · 26′, 70′ 90+1' Машина · 75′ Морина · 81′ Чередина | Стадион: «Металлург» Зрителей: 395 Судья: Найля Хасанова (Нижний Новгород) Помощники судьи: Екатерина Козырева (Чехов), Алёна Коцур (Нижний Новгород) Резервный судья: Любовь Тарбеева (Киров) |
| Крылья Советов (Самара): Прокопьева (К. Фёдорова, 46), Дурнова, Ласерда (Гефко, 46), Марчик, Фетисова, Иванова, Кисконен , Медведь, Хотырева, Эмилли (Солодухина, 62), Милла (Андреева, 62). Запасные: Свидунович, Анисимова, Чудилина, Гусарова. Главный тренер: Василий Васильевич Маруняк. Спартак (Москва): Щербакова (Носенко, 89), Мягкова, Морозова, Кожникова , Бакланова, Чередина, Анисина (Набирье, 89), М. Фёдорова, Зарубина (Морина, 62), Черкасова (Богдан, 83), Машина. Запасная: Кулешова. Главный тренер: Вадим Сергеевич Козлов. |                            |                                                        |                                                                                  | |

| 14 апреля 2024 5-й тур | Спартак (Москва)              | 2:0 (1:0)                                              | Енисей (Красноярск) | Москва |
| 14:00 MSK | Машина 3′, 67′ · Богдан 90+1' | протокол матча (Суперлига) отчёт (Спартак) обзор матча |                     | Стадион: «Спартак» им. Черенкова Зрителей: 775 Судья: Любовь Тарбеева (Киров) Помощники судьи: Анастасия Топорова (Омск), Ирина Чеченина (Череповец) Резервный судья: Александра Пономарёва (Москва) |
| Спартак (Москва): Щербакова, Мягкова, Н. Морозова, Кожникова , Бакланова, Чередина (Анисина, 64), Набирье, М. Фёдорова, Зарубина (Богдан, 81), Черкасова (Морина, 64), Машина. Запасные: Носенко, Наумова, Кулешова, Петкус. Главный тренер: Вадим Сергеевич Козлов. Енисей (Красноярск): Цирульникова, Дорофеева, Красикова (Янушкявичюс, 62), Брусова (Блинова, 84), Мамедова, Абраменко (Шейкина, 46), Алпатова, Ананьева , Зайнутдинова (Низамутдинова, 68), А. Морозова, Овсяникова. Запасные: Малаева, Смирнова, Жудина. Главный тренер: Евгений Константинович Портнов. |                               |                                                        |                     | |

| 21 апреля 2024 6-й тур | Звезда-2005 (Пермь)               | 1:2 (0:2)                                              | Спартак (Москва)              | Пермь |
| 11:00 MSK | Козыренко 54′ (пен.) · Ларина 88' | протокол матча (Суперлига) отчёт (Спартак) обзор матча | 18′ Бакланова · 45+1′ Анисина | Стадион: «Звезда» Судья: Александра Пономарёва (Москва) Помощники судьи: Инна Дмитриева (Санкт-Петербург), Елена Шнырова (Тюмень) Резервный судья: Юлия Веселова (Москва) |
| Звезда-2005 (Пермь): Широкова, Еремеева, Ковтун, Ларина, Котельникова (Курочкина, 70), Нургалиева , Первушина (Осипова, 70), Сергейчик, Шахова, Шлапакова (Тиховодова, 82), Козыренко (Рогожкина, 70). Запасные: Зварич, Акимова, Гайстенова. Главный тренер: Елена Анатольевна Суслова. Спартак (Москва): Щербакова, Мягкова, Морозова, Кожникова , Бакланова, Чередина (Морина, 64), Набирье, М. Фёдорова (Анисина, 38), Зарубина (Богдан, 78), Черкасова (Кулешова, 78), Машина. Запасные: Носенко, Наумова. Главный тренер: Вадим Сергеевич Козлов. |                                   |                                                        |                               | |

| 27 апреля 2024 7-й тур | ЦСКА (Москва) | 1:0 (1:0)                                              | Спартак (Москва) | Москва |
| 19:00 MSK | Онгене 43′    | протокол матча (Суперлига) отчёт (Спартак) обзор матча | 79' Машина       | Стадион: «ВЭБ Арена» Зрителей: 2235 Судья: Ксения Горячева (Рязань) Помощники судьи: Екатерина Чернова (Ульяновск), Анастасия Топорова (Омск) Резервный судья: Алина Вахрушева (Москва) |
| ЦСКА (Москва): Ананьева, Братко, Дамьянович , Мануйлова (Шишкина, 62), Мясникова, Плешкова, Петрова, Смирнова, Черномырдина, Ордега, Онгене (Яковлева, 85). Запасные: Тодуа, Ермакова, Кишмахова, Коваленко, Самсонюк, Эводо. Главный тренер: Максим Юрьевич Зиновьев. Спартак (Москва): Щербакова, Мягкова, Морозова, Кожникова , Бакланова, Чередина, Набирье (Анисина, 46), Зарубина (Богдан, 88), М. Фёдорова, Черкасова, Машина. Запасные: Носенко, Наумова, Коноваева, Кулешова, Петкус, Морина. Главный тренер: Вадим Сергеевич Козлов. |               |                                                        |                  | |

| 12 мая 2024 9-й тур | Рубин (Казань)              | 1:4 (0:2)                                              | Спартак (Москва)                         | Казань |
| 16:30 MSK | Пизлова 70' · Долматова 74′ | протокол матча (Суперлига) отчёт (Спартак) обзор матча | 25′, 45′, 53′ М. Фёдорова · 48′ Морозова | Стадион: «Трудовые резервы» Судья: Анна Кошман (Красноярск) Помощники судьи: Елена Собчук (Санкт-Петербург), Алёна Бердникова (Санкт-Петербург) Резервный судья: Анна Куркина (Москва) |
| Рубин (Казань): Севко, Косорукова, Шолгина , Воробей, Кулинич, Бенкевич (Докина, 66), Пизлова (Становова, 74), Долгих, Овечкина (Нестеренко, 63), Жукова, Долматова. Запасные: Головатенко, Карагёзян, Савчук, Ульянина, Гафурова. Главный тренер: Марс Маратович Сахабутдинов. Спартак (Москва): Щербакова (Носенко, 66), Мягкова (Наумова, 80), Морозова, Кожникова , Бакланова, Черкасова (Анисина, 66), Чередина (Набирье, 28), Коноваева, М. Фёдорова, Зарубина, Машина (Морина, 66). Запасные: Богдан, Кулешова. Главный тренер: Вадим Сергеевич Козлов. |                             |                                                        |                                          | |

| 18 мая 2024 10-й тур | Спартак (Москва)                            | 0:0 (0:0)                                              | Краснодар                                   | Москва |
| 11:30 MSK | Морозова 33' · Черкасова 36' · Петкус 90+2' | протокол матча (Суперлига) отчёт (Спартак) обзор матча | 28' Басаева · 72' Тимонина · 90+4' Пилигрым | Стадион: «Спартак» им. Черенкова Зрителей: 353 Судья: Кристина Саакян (Воронеж) Помощники судьи: Екатерина Козырева (Чехов), Елена Шнырова (Тюмень) Резервный судья: Инна Дмитриева (Санкт-Петербург) |
| Спартак (Москва): Щербакова, Мягкова, Морозова, Кожникова , Бакланова (Богдан, 63), Черкасова, Набирье (Петкус, 63), Коноваева (Морина, 74), М. Фёдорова, Зарубина, Машина. Запасные: Носенко, Наумова, Анисина. Главный тренер: Вадим Сергеевич Козлов. Краснодар: Силина, Пилигрым, Смирнова, Ястребинская, Тимонина (Болдырева, 77), Шуба (Самойленко, 70), Барвинок (Новосад, 81), Никитина, Лихота (Органова, 77), Жаркова, Басаева (Воротынцева, 81). Запасные: Таймазова, Вишневецкая. Главный тренер: Гамаль Низамиевич Бабаев. |                                             |                                                        |                                             | |

| 24 мая 2024 11-й тур | Ростов (Ростов-на-Дону)                     | 0:3 (0:1)                                              | Спартак (Москва)                                          | Ростов-на-Дону |
| 15:00 MSK | Дудко 49' · Туриева 90+1' · Колтакова 90+5' | протокол матча (Суперлига) отчёт (Спартак) обзор матча | 18′ Чередина · 56' Бакланова · 75′ Кожникова · 89′ Машина | Стадион: «Локомотив» Зрителей: 87 Судья: Ксения Горячева (Рязань) Помощники судьи: Екатерина Павленко (Кострома), Елена Поликарпова (Тамбов) Резервный судья: Кристина Варяница (Краснодар) |
| Ростов (Ростов-на-Дону): Уласевич, Мызникова, Колтакова, Голощёкова (Дж Агботсу, 85), Пестерева, Краснова, Даллакян, Туриева , Пешкова, Качмазова (Дудко, 46), Дергоусова. Запасные: Чернышова, Казарян, Новикова, Стипан, Шалимова, Павлова, Родионенко, Винникова. Главный тренер: Игорь Александрович Гаврилин. Спартак (Москва): Щербакова, Мягкова, Морозова, Кожникова , Бакланова (Богдан, 70), Черкасова (Анисина, 70), Петкус (Набирье, 60), Коноваева (Морина, 46), Чередина, Зарубина (Наумова, 82), Машина. Запасные: Носенко, М. Фёдорова, Кулешова. Главный тренер: Вадим Сергеевич Козлов. |                                             |                                                        |                                                           | |

| 15 июня 2024 12-й тур | Спартак (Москва)         | 1:0 (0:0)                                              | Динамо (Москва) | Москва |
| 16:45 MSK | Машина 50′ · Анисина 87' | протокол матча (Суперлига) отчёт (Спартак) обзор матча |                 | Стадион: «Спартак» им. Черенкова Зрителей: 647 Судья: Кристина Душкова (Хабаровск) Помощники судьи: Яна Земскова (Самара), Елена Покорская (Москва) Резервный судья: Александра Пономарёва (Москва) |
| Спартак (Москва): Щербакова, Мягкова, Морозова, Кожникова, Бакланова , Чередина (Набирье, 67), Петкус, Коноваева (Зарубина, 71), М. Фёдорова, Черкасова (Анисина, 82), Машина. Запасные: Носенко, Богдан, Наумова, Кулешова, Морина. Главный тренер: Вадим Сергеевич Козлов. Динамо (Москва): Пономарёва, Дигурова, Памен Тчато, Божич, Галай, Самойлова, Бессолова , Нажэмба (Гейбиева, 89), Матич (Абашилова, 63), Никитина (Комиссарова, 78), Уиллиамс. Запасные: Таранченко, Щервянина, Елисеева, Малесия, Мустафаева, Петрова, Сергеева. Главный тренер: Сергей Николаевич Лаврентьев. |                          |                                                        |                 | |

| 23 июня 2024 13-й тур | Спартак (Москва) | 0:0 (0:0)                                              | Локомотив (Москва) | Москва |
| 14:30 MSK | М. Фёдорова 83'  | протокол матча (Суперлига) отчёт (Спартак) обзор матча | 83' Шеина          | Стадион: «Спартак» им. Черенкова Зрителей: 756 Судья: Карина Афанасьева (Курск) Помощники судьи: Инна Дмитриева (Санкт-Петербург), Елена Шнырова (Тюмень) Резервный судья: Алина Вахрушева (Москва) |
| Спартак (Москва): Щербакова, Бакланова (Богдан, 90+1), Морозова, Кожникова , Мягкова, Чередина, Петкус (Набирье, 70), Зарубина (Коноваева, 70), М. Фёдорова, Черкасова, Машина (Морина, 80). Запасные: Носенко, Наумова, Анисина, Кулешова. Главный тренер: Вадим Сергеевич Козлов. Локомотив (Москва): Гайер, Мишурина, Машкова , Козюпа, Гасанова, Шеина, Козлова, Фэйвор (Лю Юэюнь, 56; Зальмиева, 84), Юкляева, Лаисса Кристина, Бизенкова (Маклинс, 46; Соловьёва, 84). Запасные: Щербак, Лушникова, Савина, Долгова, Юхаева, Буваро. Главный тренер: Елена Александровна Фомина. |                  |                                                        |                    | |

| 30 июня 2024 3-й тур | Спартак (Москва)                                      | 3:2 (1:2)                                              | Рязань-ВДВ                                             | Москва |
| 17:00 MSK | Долматова 18′ (авт.) · Чередина 48′ · М. Фёдорова 65′ | протокол матча (Суперлига) отчёт (Спартак) обзор матча | 36′ Зубкова · 43′ Гусева · 53' Дубова · 83' Зиястинова | Стадион: «Спартак» им. Черенкова Зрителей: 319 Судья: Юлия Веселова (Люберцы) Помощники судьи: Елена Красникова (Рузаевка), Алёна Бердникова (Санкт-Петербург) Резервный судья: Ксения Горячева (Рязань) |
| Спартак (Москва): Щербакова, Богдан (Морина, 46), Морозова, Кожникова , Бакланова (Анисина, 88), Чередина, Набирье (Петкус, 46), Зарубина (Коноваева, 46), М. Фёдорова, Мягкова, Машина. Запасные: Носенко, Наумова, Кулешова, Черкасова. Главный тренер: Вадим Сергеевич Козлов. Рязань-ВДВ: Жаманакова , Завадкина, Долматова, Олегина (Осмоловская, 73), Ильина, Солина, Перепечина, Дубова, Гусева, Алешичева, Зубкова (Зиястинова, 64). Запасные: Родыгина, Запотичная, Табукова, Эдемская. Главный тренер: Наталья Владимировна Карасёва. |                                                       |                                                        |                                                        | |

| 21 июля 2024 14-й тур | Спартак (Москва)                                                             | 1:4 (0:1)                                              | Зенит (Санкт-Петербург)                                                   | Москва |
| 17:00 MSK | Кожникова 35' · М. Фёдорова 52′ · Бакланова 56' · Богдан 74' · Коноваева 86' | протокол матча (Суперлига) отчёт (Спартак) обзор матча | 7′ 56' Пантюхина · 60′ 90+4' Гживиньска · 80′ Шиншилла · 89′ 90' Поздеева | Стадион: «Спартак» им. Черенкова Зрителей: 720 Судья: Найля Хасанова (Нижний Новгород) Помощники судьи: Екатерина Чернова (Ульяновск), Екатерина Козырева (Чехов) Резервный судья: Марина Крупская (Екатеринбург) |
| Спартак (Москва): Щербакова, Мягкова, Морозова, Кожникова , Бакланова, Чередина (Богдан, 64), Благоевич, Зарубина (Черкасова, 64), М. Фёдорова, Филипович (Морина, 66), Машина (Коноваева, 75). Запасные: Носенко, Наумова, Набирье, Анисина, Петкус. Главный тренер: Вадим Сергеевич Козлов. Зенит (Санкт-Петербург): Воскобович, Лазаревич, Цыбутович , Куропаткина, Чернова, Шиншилла (Ишмухаметова, 87), Поздеева, Гживиньска, Пантюхина (Эзенагу, 87), Коровкина (Кики, 59), Якупова (Хохлова, 66). Запасные: Гриченко, Мирзалиева, Семёнова, Эстрада. Главный тренер: Ольга Сергеевна Порядина. |                                                                              |                                                        |                                                                           | |

| 28 июля 2024 15-й тур | Спартак (Москва)               | 2:0 (2:0)                                              | Крылья Советов (Самара) | Москва |
| 12:30 MSK | Морозова 27′ · Филипович 45+3′ | протокол матча (Суперлига) отчёт (Спартак) обзор матча | 47' Ахмедова            | Стадион: «Спартак» им. Черенкова Зрителей: 243 Судья: Ксения Горячева (Рязань) Помощники судьи: Инна Дмитриева (Санкт-Петербург), Елена Шнырова (Тюмень) Резервный судья: Елена Покорская (Москва) |
| Спартак (Москва): Щербакова, Мягкова, Морозова, Кожникова , Богдан (Наумова, 81), Чередина (Набирье, 70), Благоевич, Зарубина (Черкасова, 46), М. Фёдорова, Филипович, Машина (Морина, 81). Запасные: Носенко, Коноваева, Петкус. Главный тренер: Вадим Сергеевич Козлов. Крылья Советов (Самара): К. Фёдорова, Марчик, Дурнова (Медведь, 66), Алексеева, Пешкова, Солодухина (Валюк, 46), Иванова , Ильиных, Хотырева (Степашева, 76), Кисконен (Андреева, 76), Пинчук (Ахмедова, 31). Запасные: Прокопьева, Арцимович, Гефко. Главный тренер: Александр Владимирович Михновец. |                                |                                                        |                         | |

| 10 августа 2024 16-й тур | Рязань-ВДВ                  | 0:6 (0:3)                                              | Спартак (Москва) | Рязань |
| 17:00 MSK | Олегина 23' · Анисимова 84' | протокол матча (Суперлига) отчёт (Спартак) обзор матча | 8′, 37′ Филипович · 24′ (пен.) М. Фёдорова · 28' Зарубина · 71′ Морина · 79' Черкасова · 87′ Благоевич · 90′ Наумова | Стадион: «Спартак» Зрителей: 516 Судья: Кристина Саакян (Воронеж) Помощники судьи: Елена Собчук (Санкт-Петербург), Дарья Тихомирова (Екатеринбург) Резервный судья: Анастасия Варфоломеева (Москва) |
| Рязань-ВДВ: Родыгина, Завадкина (Анисимова, 70), Долматова, Олегина, Зиястинова, Алешичева (Солина, 51), Перепечина , Дубова, Зубкова, Ильина, Гусева (Жукова, 70). Запасные: Абсалямова, Берендеева, Запотичная, Осмоловская, Эдемская. Главный тренер: Наталья Владимировна Карасёва. Спартак (Москва): Щербакова (Носенко, 76), Мягкова (Колокольчикова, 46), Морозова, Кожникова , Богдан (Черкасова, 61), Чередина, Благоевич, Зарубина (Наумова, 46), М. Фёдорова, Филипович, Машина (Морина, 61). Запасные: Бакланова, Коноваева, Набирье, Анисина, Петкус. Главный тренер: Вадим Сергеевич Козлов. |                             |                                                        | | |

| 17 августа 2024 17-й тур | Спартак (Москва)                              | 3:2 (0:0)                                              | Чертаново (Москва)                               | Москва |
| 17:00 MSK | Филипович 47′ · Машина 62′, 72′ · Набирье 76' | протокол матча (Суперлига) отчёт (Спартак) обзор матча | 2' Шкалова · 78′ (пен.) Акатьева · 90+1′ Копцова | Стадион: «Спартак» им. Черенкова Зрителей: 395 Судья: Анастасия Варфоломеева (Москва) Помощники судьи: Анастасия Топорова (Омск), Елена Красникова (Рузаевка) Резервный судья: Алёна Коцур (Нижний Новгород) |
| Спартак (Москва): Щербакова, Мягкова, Морозова, Кожникова , Богдан (Колокольчикова, 70), Чередина (Набирье, 70), Благоевич, Черкасова (Коноваева, 56), М. Фёдорова, Филипович, Машина. Запасные: Носенко, Бакланова, Наумова, Зарубина, Анисина, Петкус, Морина. Главный тренер: Вадим Сергеевич Козлов. Чертаново (Москва): Исайкина, Белоусова, Джиникашвили , Олексюк, Тренькина, Свистунова, Шкалова (Новик, 46), Акатьева (Захарова, 82), Березанская, Сорокина (Сёмина, 79), Петухова (Копцова, 63). Запасные: Прохорова, Батырева, Беляева. Главный тренер: Алексей Сергеевич Тарасюк. |                                               |                                                        |                                                  | |

| 31 августа 2024 18-й тур | Енисей (Красноярск) | 0:0 (0:0)                                              | Спартак (Москва) | Красноярск |
| 9:00 MSK | А. Морозова 78'     | протокол матча (Суперлига) отчёт (Спартак) обзор матча | 78' Благоевич    | Стадион: «Футбол-Арена Енисей» Зрителей: 150 Судья: Кристина Душкова (Хабаровск) Помощники судьи: Яна Земскова (Самара), Алёна Бердникова (Санкт-Петербург) Резервный судья: Кристина Варяница (Краснодар) |
| Енисей (Красноярск): Цирульникова, Красикова, Мамедова, Янушкявичус, Дорофеева, А. Морозова, Зайнутдинова, Абраменко , Алпатова (Овсяникова, 68), Тир (Блинова, 68), Васильева (Булгакова, 90+2). Запасные: Малаева, Шейкина, Брусова, Низамутдинова. Главный тренер: Евгений Константинович Портнов. Спартак (Москва): Щербакова, Мягкова, Н. Морозова, Кожникова , Бакланова, Чередина (Черкасова, 87), Благоевич, М. Фёдорова, Зарубина (Наумова, 81), Филипович, Машина. Запасные: Носенко, Богдан, Коноваева, Набирье, Анисина, Петкус, Морина. Главный тренер: Вадим Сергеевич Козлов. |                     |                                                        |                  | |

| 13 сентября 2024 19-й тур | Спартак (Москва)                                                                                | 4:1 (3:1)                                              | Звезда-2005 (Пермь)                                                | Москва |
| 18:00 MSK | М. Фёдорова 6′ · Машина 10' 14′ · Кожникова 42′ · Филипович 50′ · Благоевич 76' · Черкасова 81' | протокол матча (Суперлига) отчёт (Спартак) обзор матча | 25′ Акимова · 41' Нургалиева · 80' Гайстенова · 90+2' Котельникова | Стадион: «Спартак» им. Черенкова Зрителей: 255 Судья: Любовь Тарбеева (Киров) Помощники судьи: Ирина Чеченина (Череповец), Инна Дмитриева (Санкт-Петербург) Резервный судья: Алина Вахрушева (Москва) |
| Спартак (Москва): Щербакова, Мягкова, Н. Морозова, Кожникова , Богдан (Колокольчикова, 69), Чередина (Петкус, 69), Благоевич (Анисина, 88), М. Фёдорова, Наумова (Черкасова, 61), Филипович, Машина (Морина, 61). Запасные: Носенко, Бакланова, Зарубина, Коноваева, Набирье. Главный тренер: Вадим Сергеевич Козлов. Звезда-2005 (Пермь): Широкова, Акимова, Е. Морозова, Шведова, Еремеева (Осипова, 83), Шахова, Нургалиева, Кузищина (Котельникова, 59), Сергейчик (Рогожкина, 71), Шлапакова (Гайстенова, 71), Курочкина (Тиховодова, 59). Запасные: Зварич, Ковтун. Главный тренер: Елена Анатольевна Суслова. |                                                                                                 |                                                        |                                                                    | |

| 20 сентября 2024 20-й тур | Спартак (Москва) | 0:1 (0:0)                                              | ЦСКА (Москва)      | Москва |
| 19:45 MSK |                  | протокол матча (Суперлига) отчёт (Спартак) обзор матча | 55′ 81' Дамьянович | Стадион: «Спартак» им. Черенкова Зрителей: 953 Судья: Карина Афанасьева (Курск) Помощники судьи: Екатерина Павленко (Кострома), Екатерина Бибикова (Симферополь) Резервный судья: Анна Куркина (Москва) |
| Спартак (Москва): Щербакова, Мягкова, Морозова, Кожникова , Богдан (Бакланова, 16), Чередина (Морина, 86), Благоевич, М. Фёдорова, Зарубина (Наумова, 63), Филипович, Машина. Запасные: Носенко, Колокольчикова, Коноваева, Набирье, Анисина, Петкус. Главный тренер: Вадим Сергеевич Козлов. ЦСКА (Москва): Ананьева, Плешкова (Мануйлова, 85), Братко, Дамьянович , Мясникова, Кишмахова, Чавич, Ермакова, Петрова, Ачоян (Яковлева, 46), Ордега. Запасные: Тодуа, Гоменко, Крайсумович, Смирнова, Шишкина, Самсонюк. Главный тренер: Максим Юрьевич Зиновьев. |                  |                                                        |                    | |

| 12 октября 2024 22-й тур | Спартак (Москва)                              | 3:0 (1:0)                                              | Рубин (Казань) | Москва |
| 16:30 MSK | Кожникова 35′ · Черкасова 70′ · Бакланова 80′ | протокол матча (Суперлига) отчёт (Спартак) обзор матча | 86' Долматова  | Стадион: «Спартак» им. Черенкова Зрителей: 600 Судья: Марина Крупская (Екатеринбург) Помощники судьи: Елена Красникова (Рузаевка), Дарья Тихомирова (Екатеринбург) Резервный судья: Юлия Веселова (Люберцы) |
| Спартак (Москва): Щербакова, Богдан, Морозова, Кожникова , Колокольчикова (Петрунькина, 82), Чередина (Бакланова, 71), Благоевич, М. Фёдорова (Петкус, 46), Черкасова (Коноваева, 71), Филипович, Машина (Морина, 82). Запасные: Носенко, Набирье, Анисина. Главный тренер: Вадим Сергеевич Козлов. Рубин (Казань): Еремеева, Становова, Карагёзян, Щербо (Насибуллова, 87), Шолгина , Кулинич, Долгих (Бенкевич, 87), Воробей, Гафурова, Жукова, Долматова (Пизлова, 87). Запасные: Мацкевич, Косорукова, Ульянина, Скидан, Овечкина. Главный тренер: Марс Маратович Сахабутдинов. |                                               |                                                        |                | |

| 20 октября 2024 23-й тур | Краснодар                               | 0:3 (0:1)                                              | Спартак (Москва)                                                 | Краснодар |
| 14:00 MSK | Лихота 48' · Пилигрым 66' · Жаркова 71' | протокол матча (Суперлига) отчёт (Спартак) обзор матча | 25' 28′ Черкасова · 29' Бакланова · 63′ М. Фёдорова · 77′ Машина | Стадион: Стадион академии ФК «Краснодар» Зрителей: 408 Судья: Ксения Горячева (Рязань) Помощники судьи: Анастасия Матвеева (Тамбов), Елена Поликарпова (Тамбов) Резервный судья: Карина Афанасьева (Курск) |
| Краснодар: Силина, Пилигрым, Смирнова, Ястребинская, Тимонина, Новосад (Воротынцева, 46), Органова (Болдырева, 77), Лихота (Барвинок, 54), Шуба, Самойленко (Жаркова, 46), Басаева (Жафарзаде, 77). Запасные: Санжаровская, Вартанян, Нестеренко, Самсонюк. Главный тренер: Гамаль Низамиевич Бабаев. Спартак (Москва): Щербакова (Носенко, 90+2), Богдан, Морозова, Кожникова , Бакланова (Колокольчикова, 46), Петкус, Благоевич, Черкасова (Коноваева, 46), М. Фёдорова (Чередина, 89), Филипович, Машина (Морина, 89). Запасные: Зарубина, Набирье, Анисина, Петрунькина. Главный тренер: Вадим Сергеевич Козлов. |                                         |                                                        |                                                                  | |

| 2 ноября 2024 24-й тур | Спартак (Москва)                                                     | 3:1 (2:1)                                              | Ростов (Ростов-на-Дону)     | Москва |
| 15:30 MSK | Филипович 4′ · Колтакова 44′ (авт.) · М. Фёдорова 58' · Морозова 82′ | протокол матча (Суперлига) отчёт (Спартак) обзор матча | 39′ Дудко · 90+3' Колтакова | Стадион: «Спартак» им. Черенкова Зрителей: 313 Судья: Любовь Тарбеева (Киров) Помощники судьи: Елена Красникова (Рузаевка), Елена Шнырова (Тюмень) Резервный судья: Александра Пономарёва (Москва) |
| Спартак (Москва): Щербакова, Мягкова, Морозова, Кожникова , Богдан (Бакланова, 83), Петкус, Чередина (Колокольчикова, 77), Черкасова (Коноваева, 85), М. Фёдорова, Филипович, Машина (Морина, 85). Запасные: Носенко, Благоевич, Зарубина, Набирье, Анисина, Петрунькина. Главный тренер: Вадим Сергеевич Козлов. Ростов (Ростов-на-Дону): Уласевич, Мызникова, Казарян (Пестерева, 83), Стипан (Голощёкова, 57), Колтакова, Краснова, Туриева , Шалимова (Даллакян, 80), Дергоусова, Родионенко, Дудко. Запасные: Чернышова, Комарова, Качмазова, Павлова, Винникова. Главный тренер: Яна Геннадьевна Чуб. |                                                                      |                                                        |                             | |

| 8 ноября 2024 25-й тур | Динамо (Москва)                               | 2:4 (1:3)                                              | Спартак (Москва)                                          | Москва |
| 19:00 MSK | Шестернёва 16′ · Уиллиамс 49′ · Бессолова 62' | протокол матча (Суперлига) отчёт (Спартак) обзор матча | 26′, 30′, 41′, 78′ Филипович · 49' Щербакова · 74' Петкус | Стадион: «Новогорск-Динамо» Зрителей: 330 Судья: Кристина Душкова (Хабаровск) Помощники судьи: Екатерина Чернова (Ульяновск), Анастасия Матвеева (Тамбов) Резервный судья: Карина Афанасьева (Курск) |
| Динамо (Москва): Щервянина, Абашилова, Уиллиамс, Памен Тчато, Божич, Галай, Матич, Самойлова, Бессолова (Мустафаева, 82), Комиссарова, Шестернёва (Сергеева, 82). Запасные: Леонтьева, Елисеева, Малесия, Никитина, Петрова, Разворотнева, Гейбиева. Главный тренер: Сергей Николаевич Лаврентьев. Спартак (Москва): Щербакова, Мягкова, Морозова, Кожникова , Богдан (Бакланова, 83), Петкус, Чередина, Черкасова (Зарубина, 73), М. Фёдорова (Колокольчикова, 86), Филипович (Петрунькина, 86), Машина. Запасные: Носенко, Коноваева, Набирье, Анисина, Морина. Главный тренер: Вадим Сергеевич Козлов. |                                               |                                                        |                                                           | |

| 16 ноября 2024 26-й тур | Локомотив (Москва)                       | 0:0 (0:0)                                              | Спартак (Москва) | Москва |
| 14:30 MSK | Линник 23' · Бизенкова 34' · Козлова 59' | протокол матча (Суперлига) отчёт (Спартак) обзор матча | 59' Благоевич    | Стадион: «Сапсан Арена» Зрителей: 724 Судья: Александра Пономарёва (Москва) Помощники судьи: Ирина Чеченина (Череповец), Елена Покорская (Москва) Резервный судья: Алина Вахрушева (Москва) |
| Локомотив (Москва): Щербак, Буткевич, Машкова , Гасанова, Юхаева, Линник (Юкляева, 64), Козлова, Лаисса Кристина, Чубрило (Зальмиева, 72), Долгова, Бизенкова (Шеина, 62). Запасные: Агапкина, Гайер, Козюпа, Лакеева, Савина, Фэйвор, Соловьёва, Буваро, Каурова. Главный тренер: Елена Александровна Фомина. Спартак (Москва): Щербакова, Мягкова, Морозова, Кожникова , Богдан, Петкус, Благоевич (Чередина, 90+1), Черкасова (Зарубина, 90+1), М. Фёдорова, Филипович, Машина. Запасные: Носенко, Бакланова, Наумова, Колокольчикова, Коноваева, Набирье, Анисина, Кулешова, Морина, Петрунькина. Главный тренер: Вадим Сергеевич Козлов. |                                          |                                                        |                  | |

## Кубок России
Являясь участником чемпионата России 2024, но не принимав участия в предыдущем розыгрыше, клуб начнёт своё выступление в Кубке России 2024 с 1/16 финала.

### Матчи
| 8 июня 2024 1/16 финала | Пари Нижний Новгород | 0:10 (0:5)                                       | Спартак (Москва)                                                                                  | Нижний Новгород |
| 16:00 MSK |                      | протокол матча (РФС) отчёт (Спартак) полный матч | 28′, 31′, 35′, 36′, 68′ Коноваева · 43′ Чередина · 46′, 71′ Зарубина · 50′ Кулешова · 52′ Анисина | Стадион: «Мещерский» Судья: Кристина Варяница (Краснодар) Помощники судьи: Елена Шнырова (Тюмень), София Рыжонкова (Краснодар) |
| Пари Нижний Новгород: Самитова (Плаксина, 46), Кузина (Ситечкова, 46), Иванова, Мещанинова, Трофимова (Русова, 76), Курмачева (Солодина, 46), Шульпина, Борисова, Ахтямова, Гулько, Кротова (Ракова, 59). Запасные: Каширина, Буканова. Главный тренер: Евгений Фёдорович Вилков. Спартак (Москва): Носенко, Богдан, Набирье, Кожникова , Бакланова, Петкус, Анисина, Зарубина, Чередина, Черкасова (Кулешова, 46), Коноваева. Запасная: Щербакова. Главный тренер: Вадим Сергеевич Козлов. |                      |                                                  |                                                                                                   | |

| 6 июля 2024 1/8 финала | Спартак (Москва)                                 | 1:3 (0:2)                                        | ЦСКА (Москва)                                                                               | Москва |
| 13:00 MSK | Машина 56' · Мягкова 75' · М. Фёдорова 85′ 90+7' | протокол матча (РФС) отчёт (Спартак) обзор матча | 3′ Плешкова · 34′ (авт.) Бакланова · 59' Дамьянович · 73′ (пен.) Смирнова · 90+7' Мясникова | Стадион: «Лукойл Арена» Зрителей: 2891 Судья: Алина Вахрушева (Москва) Помощники судьи: Яна Земскова (Самара), Елена Покорская (Москва) Резервный судья: Анастасия Варфоломеева (Москва) |
| Спартак (Москва): Щербакова, Мягкова, Морозова, Кожникова , Бакланова (Петкус, 68), Набирье (Филипович, 46), Чередина, Зарубина, М. Фёдорова, Черкасова (Благоевич, 46), Машина (Коноваева, 68). Запасные: Носенко, Богдан, Наумова, Анисина, Кулешова, Морина. Главный тренер: Вадим Сергеевич Козлов. ЦСКА (Москва): Ананьева, Братко, Дамьянович , Мануйлова (Шишкина, 78), Мясникова, Плешкова, Ермакова, Ордега (Кишмахова, 89), Петрова, Смирнова, Онгене (Ачоян, 90+1). Запасные: Тодуа, Гоменко, Самсонюк. Главный тренер: Максим Юрьевич Зиновьев. |                                                  |                                                  |                                                                                             | |

## Молодёжная лига (молодёжная команда)

### Турнирная таблица (Предварительный этап, группа «Б»)
| М | Команда                           | И | В | Н | П | Мячи   | ±   | О  |
| - | --------------------------------- | - | - | - | - | ------ | --- | -- |
| 1 | Спартак-м (Москва)                | 6 | 3 | 3 | 0 | 8 − 2  | +6  | 12 |
| 2 | Мастер-Сатурн (Егорьевск)         | 6 | 3 | 2 | 1 | 14 − 5 | +9  | 11 |
| 3 | Чертаново-м (Москва)              | 6 | 2 | 1 | 3 | 5 − 6  | −1  | 7  |
| 4 | Академия ФК «Урал» (Екатеринбург) | 6 | 0 | 2 | 4 | 2 − 16 | −14 | 2  |

И — игры, В — выигрыши, Н — ничьи, П — проигрыши, Мячи — забитые и пропущенные голы, ± — разница голов, О — очки

#### Статистика выступлений
| Итого | Итого | Итого | Итого | Итого | Итого | Итого | Итого | Дома | Дома | Дома | Дома | Дома | Дома | На выезде | На выезде | На выезде | На выезде | На выезде | На выезде |
| И     | О     | В     | Н     | П     | МЗ    | МП    | РМ    | В    | Н    | П    | МЗ   | МП   | РМ   | В         | Н         | П         | МЗ        | МП        | РМ        |
| ----- | ----- | ----- | ----- | ----- | ----- | ----- | ----- | ---- | ---- | ---- | ---- | ---- | ---- | --------- | --------- | --------- | --------- | --------- | --------- |
| 6     | 12    | 3     | 3     | 0     | 8     | 2     | +6    | 1    | 2    | 0    | 3    | 1    | +2   | 2         | 1         | 0         | 5         | 1         | +4        |

#### Матчи
| 21 апреля 2024 1-й тур | Чертаново U-21 (Москва) | 1:3 (1:0)                           | Спартак U-21 (Москва)                                         | Москва                                                                         |
| 11:00 MSK | Копцова 29′             | протокол матча (МЛ) отчёт (Спартак) | 4' Щербина · 53′ Петрунькина · 77′ Петкус · 90+3′ А. Фёдорова | Стадион: «Арена Чертаново» Зрителей: 71 Судья: Анастасия Варфоломеева (Москва) |
| Чертаново U-21 (Москва): Авилова, Каморина, Сичинава (Шишкова, 74), Ткаченко, Фильшина, Батырева , Головина, Крюкова, Груздева (Харчевникова, 57), Копцова, Шумакова. Главный тренер: Альберт Валентинович Борзенков. Спартак U-21 (Москва): Новикова, Бециву, Маркова, Холматова (Халиулина, 46), Колокольчикова , Крученкова, Щербина (Тропина, 87), Янковска (А. Фёдорова, 70), Кондакова (Антидзе, 89), Петкус, Петрунькина. Запасные: Пипия, Широченко, Вишневская, Сижажева, Бовтунова, Быстрова, Радова. Главный тренер: Иван Олегович Квасов. |                         |                                     |                                                               |                                                                                |

| 28 апреля 2024 2-й тур | Спартак U-21 (Москва)                          | 2:0 (2:0)                           | Академия ФК «Урал» (Екатеринбург)            | Москва                                                                        |
| 11:00 MSK | Холматова 17′ · Янковска 22′ · Петрунькина 79' | протокол матча (МЛ) отчёт (Спартак) | 44' Воронина · 70' Овсянникова · 88' Гуляева | Стадион: «Спартак» им. Черенкова Зрителей: 78 Судья: Анна Кошман (Красноярск) |
| Спартак U-21 (Москва): Новикова, Крученкова, Маркова, Холматова (Халиулина, 46), Колокольчикова , Петрунькина, Кулешова (Щербина, 76), Петкус, Бециву (Тропина, 90), Янковска (Антидзе, 78), Кондакова (А. Фёдорова, 46). Запасные: Пипия, Широченко, Сижажева, Вишневская, Быстрова, Глаголева, Радова. Главный тренер: Иван Олегович Квасов. Академия ФК «Урал» (Екатеринбург): Терехова, Рыжкова, Балдина, Овсянникова, Гладкова, Воронина , Микушина (Рабченюк, 57), Шубина (Пильникова, 57), Щербинина (Тотьмянина, 81), Паутова (Лихачева, 57), Гуляева. Запасные: Шарафутлинова, Загребалова, Максимова. Главный тренер: Алёна Сергеевна Жижова. |                                                |                                     |                                              |                                                                               |

| 5 мая 2024 3-й тур | Спартак U-21 (Москва)        | 1:1 (1:0)                           | Мастер-Сатурн (Егорьевск)                                 | Москва                                                                                |
| 16:30 MSK | Петкус 41′ · Петрунькина 83' | протокол матча (МЛ) отчёт (Спартак) | 72' Баженова · 77' Аникина · 85′ Шипулина · 89' Кузнецова | Стадион: «Спартак» им. Черенкова Зрителей: 63 Судья: Наиля Хасанова (Нижний Новгород) |
| Спартак U-21 (Москва): Новикова, Крученкова, Маркова, Колокольчикова , Янковска (Холматова, 74), Бециву, Петкус, Кулешова, Петрунькина, Коноваева, Кондакова. Запасные: Пипия, Глаголева, Радова, Халиулина, Сижажева, Вишневская, Тропина, Щербина, Антидзе, А. Фёдорова. Главный тренер: Иван Олегович Квасов. Мастер-Сатурн (Егорьевск): Приходько, Бибикова , Гришина, Аникина, Некрасова (Квачантирадзе, 78), Сидоркина (Баженова, 62), Богодельщикова, Стельмахова (Шипулина, 62), Литвиненко, Немцева (Емельянова, 62; Чехлатая, 88), Кузнецова. Запасные: Буза, Гурьева, Ларченкова, Черкасова, Иващенко, Бирюкова, Пономаренко. Главный тренер: Дмитрий Владимирович Кудряшов. |                              |                                     |                                                           |                                                                                       |

| 12 мая 2024 4-й тур | Мастер-Сатурн (Егорьевск)    | 0:2 (0:1)                           | Спартак U-21 (Москва)                          | Егорьевск                                                                                  |
| 12:00 MSK | Кузнецова 10' · Бирюкова 58' | протокол матча (МЛ) отчёт (Спартак) | 5′ (авт.) Аникина · 30' Петкус · 53′ Кондакова | Стадион: Спортивная площадка «Мастер-Сатурн» Зрителей: 50 Судья: Кристина Саакян (Воронеж) |
| Мастер-Сатурн (Егорьевск): Приходько, Бибикова , Гришина, Аникина, Некрасова (Шипулина, 57), Сидоркина (Бирюкова, 41), Богодельщикова (Чехлатая, 81), Стельмахова, Литвиненко, Кузнецова, Немцева. Запасные: Буза, Гурьева, Ларченкова, Черкасова, Пономаренко, Квачантирадзе, Емельянова, Мочунова. Главный тренер: Дмитрий Владимирович Кудряшов. Спартак U-21 (Москва): Новикова, Крученкова, Маркова, Колокольчикова , Янковска (Тропина, 89), Бециву, Петкус, Щербина, Петрунькина, Холматова (А. Фёдорова, 46), Кондакова (Антидзе, 85). Запасные: Кармадонова, Быстрова, Глаголева, Радова, Халиулина, Широченко, Сижажева, Вишневская. Главный тренер: Иван Олегович Квасов. |                              |                                     |                                                |                                                                                            |

| 19 мая 2024 5-й тур | Академия ФК «Урал» (Екатеринбург) | 0:0 (0:0)                           | Спартак U-21 (Москва) | Екатеринбург                                                     |
| 11:00 MSK |                                   | протокол матча (МЛ) отчёт (Спартак) |                       | Стадион: Манеж «Урал» Зрителей: 50 Судья: Юлия Веселова (Москва) |
| Академия ФК «Урал» (Екатеринбург): Терихова, Гладкова (Лихачёва, 88), Миротина, Овсяникова, Рыжкова , Рабченюк (Пильникова, 66), Шубина (Воронина, 23), Микушина, Щербинина (Тотьмянина, 88), Гуляева, Паутова. Запасные: Шарафутдинова, Балдина, Перелыгина. Главный тренер: Алёна Сергеевна Жижова. Спартак U-21 (Москва): Широченко, Крученкова, Маркова, Колокольчикова , Халиулина (А. Фёдорова, 29), Бециву, Петрунькина, Щербина, Холматова (Янковска, 71), Кулешова, Антидзе (Кондакова, 40). Запасные: Новикова, Кармадонова. Главный тренер: Иван Олегович Квасов. |                                   |                                     |                       |                                                                  |

| 26 мая 2024 6-й тур | Спартак U-21 (Москва) | 0:0 (0:0)                           | Чертаново U-21 (Москва) | Москва                                                                        |
| 12:00 MSK |                       | протокол матча (МЛ) отчёт (Спартак) |                         | Стадион: «Спартак» им. Черенкова Зрителей: 63 Судья: Анна Кошман (Красноярск) |
| Спартак U-21 (Москва): Новикова, Крученкова, Холматова (Тропина, 46; Халиулина, 88), Маркова, Петрунькина (Кармадонова, 46), Янковска, Кулешова, Бециву, Колокольчикова , Щербина, Кондакова (А. Фёдорова, 52). Запасные: Пипия, Широченко, Глаголева, Радова, Сижажева, Кириченко, Антидзе, Быстрова. Главный тренер: Иван Олегович Квасов. Чертаново U-21 (Москва): Прохорова, Сичинава (Груздева, 68), Каморина, Ткаченко, Беляева, Крюкова, Батырева , Фильшина, Копцова, Данилочкина, Харчевникова. Запасная: Авилова. Главный тренер: Альберт Валентинович Борзенков. |                       |                                     |                         |                                                                               |

### Турнирная таблица (Заключительный этап (1-10 места))
Спартак-м перешёл в Заключительный этап с сохранением очков (результатов матчей), набранных в Предварительном этапе с командой «Мастер-Сатурн» (Егорьевск), также вышедшей в группу за 1-10 места Заключительного этапа из группы Б.
| М | Команда                   | И  | В  | Н | П  | Мячи    | ±   | О  | Примечания |
| - | ------------------------- | -- | -- | - | -- | ------- | --- | -- | ---------- |
| 3 | Зенит-м (Санкт-Петербург) | 18 | 12 | 1 | 5  | 41 − 18 | +23 | 37 | —          |
| 4 | ЦСКА-м (Москва)           | 18 | 9  | 0 | 9  | 32 − 21 | +11 | 27 | —          |
| 5 | Спартак-м (Москва)        | 18 | 7  | 4 | 7  | 21 − 26 | −5  | 25 | —          |
| 6 | Рубин-м (Казань)          | 18 | 6  | 3 | 9  | 24 − 40 | −16 | 21 | —          |
| 7 | Крылья Советов-м (Самара) | 18 | 5  | 3 | 10 | 17 − 27 | −10 | 18 | [ a ]      |

И — игры, В — выигрыши, Н — ничьи, П — проигрыши, Мячи — забитые и пропущенные голы, ± — разница голов, О — очки

1. ↑  Разность забитых и пропущенных мячей в личных встречах: Крылья Советов: +2, Мастер-Сатурн: −2

#### Статистика выступлений
| Итого | Итого | Итого | Итого | Итого | Итого | Итого | Итого | Дома | Дома | Дома | Дома | Дома | Дома | На выезде | На выезде | На выезде | На выезде | На выезде | На выезде |
| И     | О     | В     | Н     | П     | МЗ    | МП    | РМ    | В    | Н    | П    | МЗ   | МП   | РМ   | В         | Н         | П         | МЗ        | МП        | РМ        |
| ----- | ----- | ----- | ----- | ----- | ----- | ----- | ----- | ---- | ---- | ---- | ---- | ---- | ---- | --------- | --------- | --------- | --------- | --------- | --------- |
| 16    | 21    | 6     | 3     | 7     | 18    | 25    | −7    | 3    | 2    | 3    | 11   | 14   | −3   | 3         | 1         | 4         | 7         | 11        | −4        |

#### Результаты по турам
| Тур   | 01 | 02 | 03 | 04 | 05 | 06 | 07 | 08 | 09 | 10 | 11 | 12 | 13 | 14 | 15 | 16 | 17 | 18 |
| ----- | -- | -- | -- | -- | -- | -- | -- | -- | -- | -- | -- | -- | -- | -- | -- | -- | -- | -- |
| Поле  | Д  | В  | Д  | В  | В  | Д  | В  | —  | Д  | В  | Д  | В  | Д  | Д  | В  | Д  | —  | В  |
| Итог  | В  | В  | Н  | П  | В  | П  | П  |    | П  | Н  | Н  | В  | П  | В  | П  | В  |    | П  |
| Место | 5  | 5  | 5  | 5  | 5  | 5  | 5  | 5  | 5  | 5  | 5  | 5  | 5  | 5  | 5  | 5  | 5  | 5  |

Источник: Таблица молодёжной лиги

Поле: Д = дома; В = на выезде. Итог: Н = ничья; П = команда проиграла; В = команда выиграла; О = матч отложен.

#### Матчи
| 8 июня 2024 1-й тур | Спартак U-21 (Москва)                                               | 3:1 (1:1)                           | Ростов U-21 (Ростов-на-Дону) | Москва                                                                              |
| 12:00 MSK | Тропина 12' · Холматова 35′ · Комарова 54′ (авт.) · Петрунькина 67′ | протокол матча (МЛ) отчёт (Спартак) | 14′ Кирпичникова             | Стадион: «Спартак» им. Черенкова Зрителей: 87 Судья: Александра Пономарёва (Москва) |
| Спартак U-21 (Москва): Новикова, Кармадонова, Маркова, Холматова (Антидзе, 90+1), Крученкова, Тропина (Халиулина, 71), Петрунькина (Глаголева, 90+1), Колокольчикова , Бециву, Янковска (Наумова, 71), А. Фёдорова (Кондакова, 59). Запасные: Широченко, Сижажева, Быстрова, Вишневская, Кириченко. Главный тренер: Иван Олегович Квасов. Ростов U-21 (Ростов-на-Дону): Еремеева, Комарова , Медведева (Осмоловская, 38), Пинегина, Кучумова (Шабаршина, 54), Шульга, Шалимова, Родионенко, Винникова, Павлова, Кирпичникова. Запасные: Тедеева, Лукашенко, Гриценко. Главный тренер: Яна Геннадьевна Чуб. |                                                                     |                                     |                              |                                                                                     |

| 14 июня 2024 2-й тур | Динамо U-21 (Москва)             | 1:3 (1:1)                           | Спартак U-21 (Москва)                                   | Москва                                                                 |
| 11:00 MSK | Орлова 43′ (пен.) · Бегенева 81' | протокол матча (МЛ) отчёт (Спартак) | 30′ Холматова · 64′ 90+2' Кармадонова · 68′ Петрунькина | Стадион: «Новогорск-Динамо» Зрителей: 30 Судья: Юлия Веселова (Москва) |
| Динамо U-21 (Москва): Таранченко, Волобуева , Голубева, Сеноедова (Яковлева, 80), Греули, Колесникова (Бегенева, 80), Орлова, Яковенко, Багаутдинова (Линникова, 67), Скотникова (Гуськова, 67), Разворотнева. Запасные: Леонтьева, Макарова. Главный тренер: Михаил Юрьевич Кобяков. Спартак U-21 (Москва): Новикова, Кармадонова, Маркова, Холматова (Антидзе, 83), Крученкова, Тропина (Кондакова, 46), Петрунькина, Кулешова (Быстрова, 89), Колокольчикова , Бециву (Наумова, 83), Щербина (Янковска, 58). Запасные: Широченко, Глаголева, Халиулина, Радова. Главный тренер: Иван Олегович Квасов. |                                  |                                     |                                                         |                                                                        |

| 23 июня 2024 3-й тур | Спартак U-21 (Москва)                | 2:2 (1:2)                           | Рубин U-21 (Казань)                                                                                 | Москва                                                                               |
| 19:00 MSK | Коноваева 30′ (пен.) · Холматова 55′ | протокол матча (МЛ) отчёт (Спартак) | 8′ 90+4' Цыплова · 30' Куркина · 39′ 62' Хакимова · 51' Шакирова · 67' 77' Сазонова · 89' Бондарева | Стадион: «Спартак» им. Черенкова Зрителей: 100 Судья: Марина Крупская (Екатеринбург) |
| Спартак U-21 (Москва): Новикова, Кармадонова, Маркова, Холматова (Антидзе, 85), Крученкова, Янковска (Тропина, 63), Петрунькина, Кулешова, Колокольчикова , Бециву, Коноваева (Кондакова, 46). Запасные: Широченко, Пипия, Сижажева, Быстрова, Щербина, Радова, Наумова. Главный тренер: Иван Олегович Квасов. Рубин U-21 (Казань): Еремеева, Хакимова , Становова, Сазонова, Цыплова, Кирлашева (Кудзиева, 38), Куркина, Бондарева, Шакирова (Евсеева, 79), Мошева (Мосунова, 88). Запасные: Ус, Хабибрахманова, Мишина, Волкова. Главный тренер: Илья Александрович Ульянин. |                                      |                                     | |                                                                                      |

| 30 июня 2024 4-й тур | Крылья Советов U-21 (Самара)                                | 2:0 (1:0)                           | Спартак U-21 (Москва) | Самара                                                    |
| 11:00 MSK | Кужукина 12' · Сарвилина 30' 82′ · Зайка 33′ · Соловова 79' | протокол матча (МЛ) отчёт (Спартак) |                       | Стадион: «Металлург» Судья: Кристина Варяница (Краснодар) |
| Крылья Советов U-21 (Самара): Погосян, Соловова , Чудилина (Васюхина, 87), Герасимова, Пономарёва, Кортунова, Гусарова (Никифорова, 69), Сарвилина (Гневнова, 87), Зайка (Шешунова, 69), Кужукина (Никифорова, 57), Руднева. Запасные: Прокопьева, Григорьева, Дианова, Даллакян, Ручко, Черноморцева, Макеева. Главный тренер: Мария Александровна Черепанова. Спартак U-21 (Москва): Пипия, Кармадонова, Маркова, Холматова (Глаголева, 90), Крученкова (Халиулина, 38), Янковска, Петрунькина, Щербина (Антидзе, 69), Колокольчикова , Бециву, Кондакова. Запасные: Сижажева, Быстрова, Радова. Главный тренер: Иван Олегович Квасов. |                                                             |                                     |                       |                                                           |

| 21 июля 2024 5-й тур | Зенит U-21 (Санкт-Петербург) | 0:1 (0:1)                           | Спартак U-21 (Москва)       | Санкт-Петербург                                                                 |
| 12:00 MSK | Власова 71'                  | протокол матча (МЛ) отчёт (Спартак) | 6' Кулешова · 30′ Кондакова | Стадион: Тренировочный центр «Зенит» Зрителей: 50 Судья: Елена Шнырова (Тюмень) |
| Зенит U-21 (Санкт-Петербург): Селихова, Пирогова, Посохина , Удовиченко (Алёшина, 74), Сахарова (Власова, 62), Голик, Соколова, Власова, Кривошеенко (Котлова, 46), Федишина, Сорокина. Запасные: Ефремова, Константинова, Гуляева, Володина, Юсупова. Главный тренер: Роман Павлович Левендеев. Спартак U-21 (Москва): Широченко, Кармадонова, Маркова, Холматова (Тропина, 57; Глаголева, 90+3), Крученкова, Халиулина, Петрунькина, Щербина, Колокольчикова , Кулешова, Кондакова (Антидзе, 57). Запасные: Новикова, Радова. Главный тренер: Иван Олегович Квасов. |                              |                                     |                             |                                                                                 |

| 28 июля 2024 6-й тур | Спартак U-21 (Москва)                                          | 0:3 (0:2)                           | ЦСКА U-21 (Москва) | Москва                                                                         |
| 18:00 MSK | Кулешова 22' · Халиулина 32' · Холматова 77' · Коноваева 90+7' | протокол матча (МЛ) отчёт (Спартак) | 13′ (авт.) Кармадонова · 17' Кутафина · 18' Смирнова · 33′ 90+5' Самсонюк · 34' Чижевская · 48' Ермакова · 90+2′ Гирфанова | Стадион: «Спартак» им. Черенкова Зрителей: 105 Судья: Алина Вахрушева (Москва) |
| Спартак U-21 (Москва): Широченко, Кармадонова (Глаголева, 90), Маркова, Бакланова, Халиулина, Петрунькина (Тропина, 84), Щербина (Бециву, 70), Петкус (Холматова, 70), Колокольчикова , Кулешова (Кондакова, 46), Коноваева. Запасные: Новикова, Крученкова, Быстрова, Радова, Антидзе. Главный тренер: Иван Олегович Квасов. ЦСКА U-21 (Москва): Ананьева, Чижевская, Ермакова, Печерская , Перминова, Гоменко (Дзанагова, 87), Смирнова, Еременко, Самсонюк, Кутафина (Павлова, 78), Эводо (Гирфанова, 73). Запасные: Асабина, Обухова, Маркелова, Богданова, Иванова, Щетинина, Кокоева. Главный тренер: Кирилл Сергеевич Шестаков. |                                                                |                                     | |                                                                                |

| 4 августа 2024 7-й тур | Краснодар U-21                                                           | 3:0 (2:0)                           | Спартак U-21 (Москва) | Краснодар                                                                            |
| 18:00 MSK | Пестрецова 18′ · Кадигроб 41′ · Охтова 51′ · Вартанян 59' · Кошелева 90' | протокол матча (МЛ) отчёт (Спартак) | 47' Петкус            | Стадион: Стадион академии ФК «Краснодар» Зрителей: 150 Судья: Юлия Веселова (Москва) |
| Краснодар U-21: Санжаровская, Вартанян, Кадигроб, Самсонюк, Кривенко (Авдиенко, 58), Кислицина (Кошелева, 81), Белецкая (Шершунова, 81), Клочко, Пестрецова (Пантелеева, 71), Дениско (Охтова, 46), Болдырева. Запасные: Бачурина, Еремина, Минченко, Бучацкая, Заец, Медведева. Главный тренер: Евгений Анатольевич Пташников. Спартак U-21 (Москва): Новикова, Кармадонова (Глаголева, 78), Маркова (Холматова, 46), Халиулина, Петрунькина, Крученкова, Щербина (Тропина, 60), Петкус, Колокольчикова , Коноваева, Антидзе (Кондакова, 46). Запасные: Широченко, Янковска. Главный тренер: Иван Олегович Квасов. |                                                                          |                                     |                       |                                                                                      |

| 18 августа 2024 9-й тур | Спартак U-21 (Москва)                              | 1:5 (0:3)                           | Локомотив U-21 (Москва)                                                                                     | Москва                                                                        |
| 12:00 MSK | Петрунькина 58' · Колокольчикова 61′ · Набирье 79' | протокол матча (МЛ) отчёт (Спартак) | 3′ Каурова · 44′, 90+4′ Павлова · 45+1′ Лушникова · 59′ Ларина · 80' Зальмиева · 84' Лакеева · 90' Абрамова | Стадион: «Спартак» им. Черенкова Зрителей: 86 Судья: Алина Вахрушева (Москва) |
| Спартак U-21 (Москва): Широченко, Кармадонова, Маркова, Крученкова (Бециву, 66), Халиулина, Петрунькина (Тропина, 69), Набирье (Щербина, 90+2), Петкус, Колокольчикова , Кулешова (Глаголева, 80), Коноваева (Холматова, 90+2). Запасные: Новикова, Пипия, Быстрова, Радова, Янковска. Главный тренер: Иван Олегович Квасов. Локомотив U-21 (Москва): Агапкина, Лакеева, Савина, Лушникова (Агеева, 88), Присяжнюк (Буткевич, 46), Головина , Ларина (Голик, 63), Зальмиева, Соловьёва (Коротких, 88), Павлова, Каурова (Абрамова, 77). Запасные: Берестовицкая, Богачёва, Нечаева, Слободчикова, Самекова, Бухарова, Рыбакова. Главный тренер: Николай Николаевич Ковардаев. |                                                    |                                     | |                                                                               |

| 25 августа 2024 10-й тур | Ростов U-21 (Ростов-на-Дону) | 0:0 (0:0)                           | Спартак U-21 (Москва)          | Новошахтинск                                                                 |
| 11:00 MSK | Осмоловская 88'              | протокол матча (МЛ) отчёт (Спартак) | 45' Коноваева · 65' Крученкова | Стадион: Стадион ДЮСШ №14 Зрителей: 52 Судья: Екатерина Манченко (Волгоград) |
| Ростов U-21 (Ростов-на-Дону): Еремеева, Гриценко, Стипан (Тедеева, 46), Комарова , Пинегина, Родионенко (Калинина, 67), Кирпичникова, Павлова, Осмоловская, Кучумова (Шабаршина, 46), Винникова. Запасные: Лукашенко, Молоканова. Главный тренер: Евгений Юрьевич Гордиков. Спартак U-21 (Москва): Новикова, Маркова, Холматова, Крученкова, Халиулина, Петрунькина, Щербина (Бециву, 74), Петкус, Колокольчикова , Янковска (Тропина, 46; Кондакова, 74), Коноваева (Глаголева, 84). Запасные: Широченко, Кармадонова. Главный тренер: Иван Олегович Квасов. |                              |                                     |                                |                                                                              |

| 1 сентября 2024 11-й тур | Спартак U-21 (Москва)            | 1:1 (0:0)                           | Динамо U-21 (Москва)       | Москва                                                                               |
| 11:00 MSK | Кулешова 48′ · Коноваева 56' 65' | протокол матча (МЛ) отчёт (Спартак) | 52′ Орлова · 90+4' Рубцова | Стадион: «Спартак» им. Черенкова Зрителей: 110 Судья: Марина Крупская (Екатеринбург) |
| Спартак U-21 (Москва): Широченко, Кармадонова, Маркова, Холматова (Кулешова, 46; Петрунькина, 85), Крученкова, Халиулина, Петкус, Колокольчикова , Коноваева, Щербина, Кондакова (Наумова, 46; Тропина, 90). Запасные: Пипия, Быстрова, Глаголева, Радова, Антидзе, Янковска, Бециву. Главный тренер: Иван Олегович Квасов. Динамо U-21 (Москва): Таранченко, Рыжих (Яковлева, 80), Гненная (Колесникова, 70), Волобуева, Голубева (Фасхутдинова, 46), Орлова, Демидова, Греули (Коряковцева, 80), Яковенко, Рубцова, Азеева. Запасные: Леонтьева, Антонова, Шильнова, Попова, Сугробова, Макарова, Голованова. Главный тренер: Михаил Юрьевич Кобяков. |                                  |                                     |                            |                                                                                      |

| 8 сентября 2024 12-й тур | Рубин U-21 (Казань)        | 1:2 (1:0)                           | Спартак U-21 (Москва)           | Казань                                                                |
| 11:00 MSK | Кудзиева 4′ · Ульянина 63' | протокол матча (МЛ) отчёт (Спартак) | 84′ Бециву · 87′ Колокольчикова | Стадион: «Рубин» Зрителей: 46 Судья: Найля Хасанова (Нижний Новгород) |
| Рубин U-21 (Казань): Ус, Куркина, Насибуллова, Сазонова , Ульянина (Мошева, 82), Мазякина, Овечкина (Мосунова, 70), Цыплова, Кирлашева, Кудзиева, Пизлова (Тубольцева, 90+2). Запасные: Головатенко, Залевская, Маликова, Волкова, Денк, Сухова. Главный тренер: Илья Александрович Ульянин. Спартак U-21 (Москва): Широченко (Новикова, 58), Кармадонова, Маркова, Холматова (Янковска, 58), Крученкова (Бециву, 76), Халиулина, Петкус, Колокольчикова , Зарубина, Щербина (Кондакова, 70), Петрунькина. Запасная: Глаголева. Главный тренер: Иван Олегович Квасов. |                            |                                     |                                 |                                                                       |

| 15 сентября 2024 13-й тур | Спартак U-21 (Москва) | 0:1 (0:0)                           | Крылья Советов U-21 (Самара)                                      | Москва                                                                      |
| 11:00 MSK |                       | протокол матча (МЛ) отчёт (Спартак) | 41' 81' Китайцева · 66' Арцимович · 83' Руднева · 90+3′ Кортунова | Стадион: «Спартак» им. Черенкова Зрителей: 40 Судья: Елена Шнырова (Тюмень) |
| Спартак U-21 (Москва): Новикова, Кармадонова, Маркова (Коноваева, 28), Янковска (Кулешова, 58), Крученкова, Бециву, Петкус, Колокольчикова , Зарубина (Кондакова, 72), Щербина, Петрунькина. Запасные: Пипия, Быстрова, Глаголева, Радова, Холматова, Халиулина, Сижажева, Антидзе. Главный тренер: Иван Олегович Квасов. Крылья Советов U-21 (Самара): Погосян, Герасимова, Чернышова (Рябова, 72), Китайцева, Пономарёва, Кортунова, Арцимович , Сарвилина (Гневнова, 90+4), Шешунова (Никифорова, 58), Кужукина (Дианова, 58), Зайка (Руднева, 58). Запасные: Попкова, Григорьева, Васюхина. Главный тренер: Мария Александровна Черепанова. |                       |                                     |                                                                   |                                                                             |

| 23 сентября 2024 14-й тур | Спартак U-21 (Москва)                                                                         | 2:1 (2:0)                           | Зенит U-21 (Санкт-Петербург) | Москва                                                                       |
| 11:00 MSK | Щербина 16′ · Бециву 17′ · Кармадонова 33' · Коноваева 45+1' · Зарубина 50' · Петрунькина 67' | протокол матча (МЛ) отчёт (Спартак) | 15' Соколова · 85′ Алёшина   | Стадион: «Спартак» им. Черенкова Зрителей: 36 Судья: Любовь Тарбеева (Киров) |
| Спартак U-21 (Москва): Новикова, Кармадонова, Колокольчикова , Халиулина, Крученкова, Бециву (Янковска, 46; Кондакова, 90+3), Петкус, Щербина, Зарубина (Холматова, 75), Коноваева (Глаголева, 90+1), Петрунькина. Запасные: Пипия, Маркова, Сижажева, Кулешова, Радова, Антидзе. Главный тренер: Иван Олегович Квасов. Зенит U-21 (Санкт-Петербург): Селихова, Пирогова, Посохина , Удовиченко (Алёшина, 46), Соколова (Кривошеенко, 46), Семёнова, Вик. Власова (Котлова, 72), Вер. Власова, Голик, Федишина (Сахарова, 61), Сорокина (Константинова, 80). Запасные: Иванова-Беспощадная, Гуляева. Главный тренер: Роман Павлович Левендеев. |                                                                                               |                                     |                              |                                                                              |

| 29 сентября 2024 15-й тур | ЦСКА U-21 (Москва) | 1:0 (0:0)                           | Спартак U-21 (Москва) | Москва                                                                    |
| 14:00 MSK | Самсонюк 90+4′     | протокол матча (МЛ) отчёт (Спартак) |                       | Стадион: «Салют Гераклион» Зрителей: 109 Судья: Карина Афанасьева (Курск) |
| ЦСКА U-21 (Москва): Асабина, Маркелова, Печерская , Гирфанова (Иванова, 82), Гоменко, Еременко, Перминова, Смирнова, Самсонюк, Шишкина, Эводо (Кутафина, 66). Запасные: Обухова, Дзанагова, Кадынцева, В. Павлова, Е. Павлова, Щетинина, Кокоева. Главный тренер: Кирилл Сергеевич Шестаков. Спартак U-21 (Москва): Новикова, Кармадонова, Маркова, Халиулина, Крученкова, Бециву, Колокольчикова , Щербина, Янковска (Кондакова, 18), Холматова (Быстрова, 55), Глаголева (Тропина, 89). Запасные: Широченко, Пипия, Сижажева, Радова. Главный тренер: Иван Олегович Квасов. |                    |                                     |                       |                                                                           |

| 7 октября 2024 16-й тур | Спартак U-21 (Москва)         | 2:0 (0:0)                           | Краснодар U-21 | Москва                                                                        |
| 11:00 MSK | Коноваева 74′ · Черкасова 88′ | протокол матча (МЛ) отчёт (Спартак) |                | Стадион: «Спартак» им. Черенкова Зрителей: 27 Судья: Ксения Горячева (Рязань) |
| Спартак U-21 (Москва): Новикова, Кармадонова, Маркова (Сижажева, 90+2), Щербина (Кулешова, 90+2), Крученкова, Бециву, Колокольчикова , Петкус, Петрунькина, Кондакова (Черкасова, 46), Коноваева. Запасные: Широченко, Пипия, Холматова, Халиулина, Быстрова, Радова, Глаголева. Главный тренер: Иван Олегович Квасов. Краснодар U-21: Санжаровская, Самсонюк, Кадигроб, Нестеренко, Вартанян, Кислицина , Белецкая (Пантелеева, 86), Барвинок (Охтова, 83), Пестрецова (Дениско, 83), Каратаева (Авдиенко, 75), Костарева. Запасные: Бачурина, Шершунова, Кошелева. Главный тренер: Евгений Анатольевич Пташников. |                               |                                     |                |                                                                               |

| 20 октября 2024 18-й тур | Локомотив U-21 (Москва)                      | 3:1 (1:1)                           | Спартак U-21 (Москва)               | Москва                                                         |
| 16:00 MSK | Савина 32' 39′ · Лакеева 76′ · Болдырева 80′ | протокол матча (МЛ) отчёт (Спартак) | 33′ (пен.) Кармадонова · 81' Радова | Стадион: «Сапсан Арена» Судья: Анастасия Варфоломеева (Москва) |
| Локомотив U-21 (Москва): Берестовицкая, Агеева (Найбич, 88), Лакеева, Савина (Нечаева, 46), Соловьёва (Стельмахова, 63), Павлова, Головина , Зальмиева, Присяжнюк, Юкляева, Каурова (Болдырева, 63). Запасные: Богачёва, Слободчикова, Абрамова, Коротких, Самекова. Главный тренер: Николай Николаевич Ковардаев. Спартак U-21 (Москва): Новикова, Кармадонова, Маркова, Щербина, Крученкова , Бециву (Радова, 72), Глаголева (Сижажева, 66), Халиулина, Быстрова, Тропина (Кириченко, 66), Кондакова. Запасная: Пипия. Главный тренер: Иван Олегович Квасов. |                                              |                                     |                                     |                                                                |

### Комментарии
1. 1 2  Матч проходил в формате: два тайма по 40 минут.
2. ↑  Матч был перенесён с 23 марта в связи с событиями в «Крокус Сити Холле»[31].